# Thaumasia (cuadrángulo)

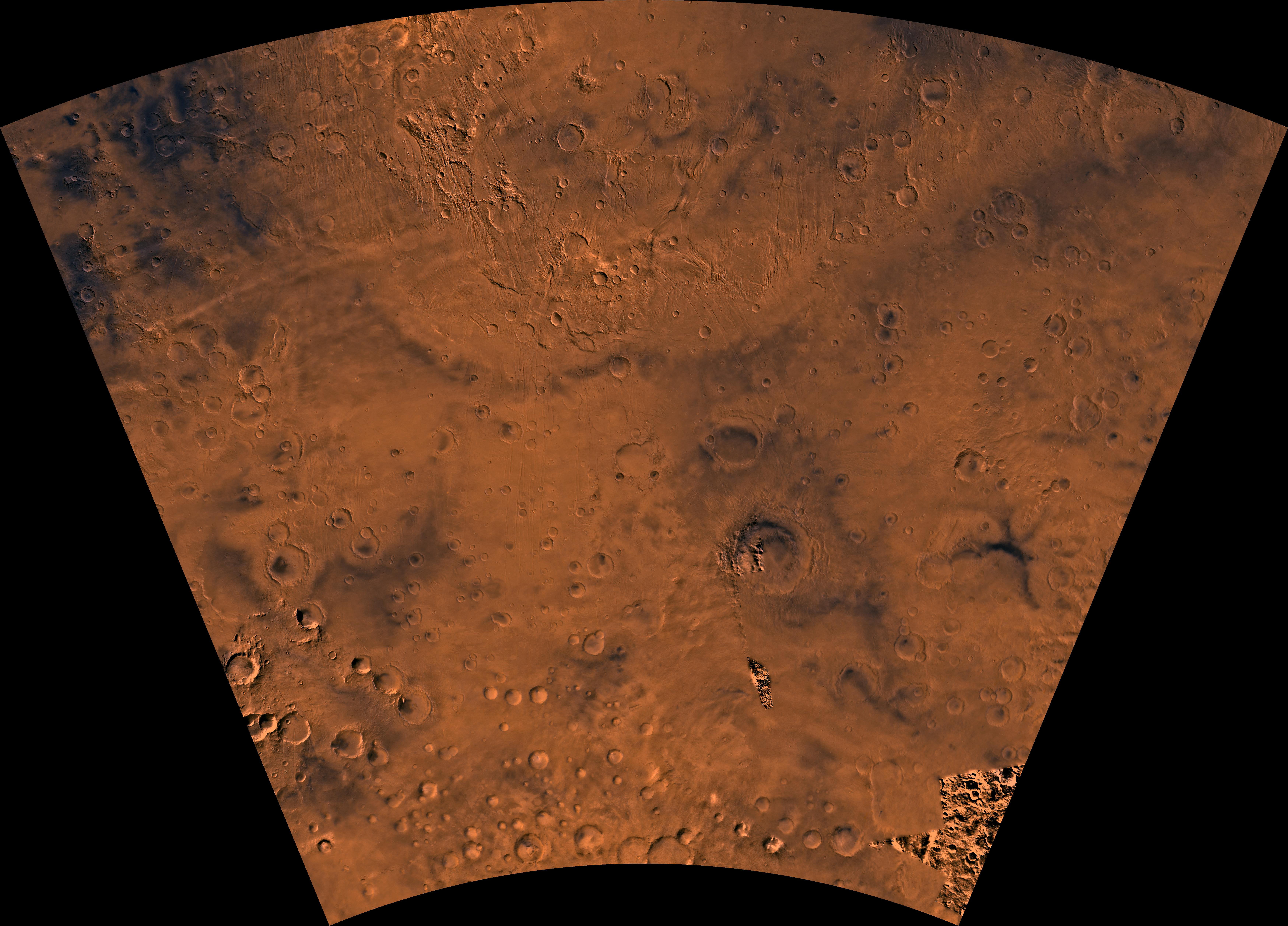
Imagen del Cuadrángulo Thaumasia (MC-25). La parte del norte incluye Thaumasia plateau. La parte sur contiene un terreno montañoso lleno de cráteres y llanuras bajas relativamente suaves, como Aonia Planum y Icaria Planum. Partes de Solis Planum, Aonia Terra, y Bosporus Planum también se encuentran en este cuadrángulo. La parte centro-este incluye el Cráter Lowell.

El cuadrángulo de Thaumasia es uno de una serie de 30 mapas cuadrangulares de Marte utilizados por el Programa de Investigación de Astrogeología del Servicio Geológico de los Estados Unidos (USGS). El cuadrilátero de Thaumasia también recibe el nombre de MC-25 (del inglés, Mars Chart-25). El nombre proviene de Taumante, el dios de las nubes y las apariciones celestiales.
El cuadrilátero de Thaumasia cubre el área de 60 ° a 120 ° de longitud oeste y 30 ° a 65 ° de latitud sur en Marte. El cuadrilátero de Thaumasia contiene muchas regiones diferentes o partes de muchas regiones: Solis Planum, Icaria Planum, Aonia Terra, Aonia Planum, Bosporus Planum, y Thaumasia Planum.  Una de las primeras redes importantes de canales de corrientes, llamada Warrego Valles, fue descubierta en este cuadrángulo por los primeros orbitadores. Otro signo de agua es la presencia de barrancos excavados en pendientes pronunciadas.

## Cauces de marte
Los barrancos son comunes en algunas partes de Marte. Los barrancos se encuentran en pendientes pronunciadas, especialmente en las paredes de los cráteres. Se cree que los barrancos marcianos son relativamente jóvenes porque tienen pocos cráteres, si es que tienen alguno. Además, se encuentran sobre dunas de arena que a su vez se consideran bastante jóvenes. Por lo general, cada barranco tiene una alcoba, un canal y un delantal. Algunos estudios han encontrado que los barrancos se encuentran en pendientes que miran hacia todas las direcciones, otros han encontrado que la mayor cantidad de barrancos se encuentran en pendientes que miran hacia los polos, especialmente desde 30-44 S.
Aunque se han propuesto muchas ideas para explicarlas, las más populares involucran agua líquida proveniente de un acuífero, del derretimiento en la base de viejos glaciares o del derretimiento del hielo en el suelo cuando el clima era más cálido.
Hay evidencia para las tres teorías. La mayoría de las cabezas de los nichos de barrancos se encuentran al mismo nivel, tal como cabría esperar de un acuífero. Varias mediciones y cálculos muestran que podría existir agua líquida en los acuíferos a las profundidades habituales donde comienzan los barrancos. Una variación de este modelo es que el magma caliente ascendente podría haber derretido el hielo en el suelo y haber provocado que el agua fluya en los acuíferos. Los acuíferos son capas que permiten que el agua fluya. Pueden consistir en arenisca porosa. La capa del acuífero estaría encaramada encima de otra capa que evita que el agua descienda (en términos geológicos se llamaría impermeable). Debido a que se evita que el agua en un acuífero descienda, la única dirección en la que el agua atrapada puede fluir es horizontalmente. Eventualmente, el agua podría fluir hacia la superficie cuando el acuífero se rompa, como la pared de un cráter. El flujo de agua resultante podría erosionar la pared y crear barrancos. Los acuíferos son bastante comunes encima Tierra. Los acuíferos son bastante comunes en la Tierra. Un buen ejemplo es "Weeping Rock" en el parque nacional Zion, Utah.
En cuanto a la siguiente teoría, gran parte de la superficie de Marte está cubierta por un manto grueso y liso que se cree que es una mezcla de hielo y polvo. Este manto rico en hielo, de unos pocos metros de espesor, alisa la tierra, pero en algunos lugares tiene una textura irregular, parecida a la superficie de una pelota de baloncesto. El manto puede ser como un glaciar y, bajo ciertas condiciones, el hielo que se mezcla en el manto podría derretirse y fluir por las laderas y formar barrancos. Debido a que hay pocos cráteres en este manto, el manto es relativamente joven. Una excelente vista de este manto se muestra a continuación en la imagen del borde del cráter de Ptolemaeus, visto por HiRISE.
El manto rico en hielo puede ser el resultado de cambios climáticos. Los cambios en la órbita y la inclinación de Marte provocan cambios significativos en la distribución del hielo de agua desde las regiones polares hasta latitudes equivalentes a Texas. Durante ciertos períodos climáticos, el vapor de agua sale del hielo polar y entra a la atmósfera. El agua regresa al suelo en latitudes más bajas como depósitos de escarcha o nieve mezclados generosamente con polvo. La atmósfera de Marte contiene una gran cantidad de partículas finas de polvo. El vapor de agua se condensará sobre las partículas y luego caerá al suelo debido al peso adicional del recubrimiento de agua. Cuando Marte se encuentra en su mayor inclinación u oblicuidad, se podrían quitar hasta 2 cm de hielo de la capa de hielo de verano y depositarse en latitudes medias. Este movimiento de agua podría durar varios miles de años y crear una capa de nieve de hasta unos 10 metros de espesor. Cuando el hielo en la parte superior de la capa de manto vuelve a la atmósfera, deja polvo, que aísla el hielo restante.  Las mediciones de altitudes y pendientes de barrancos apoyan la idea de que los mantos de nieve o los glaciares están asociados con barrancos. Las pendientes más pronunciadas tienen más sombra, lo que preservaría la nieve.
Las elevaciones más altas tienen muchos menos barrancos porque el hielo tendería a sublimarse más en el aire tenue de la altitud más alta. Se encuentran muy pocos barrancos en la región de Thaumasia; sin embargo, algunos están presentes en las elevaciones más bajas como la que se muestra a continuación en el Cráter Ross.

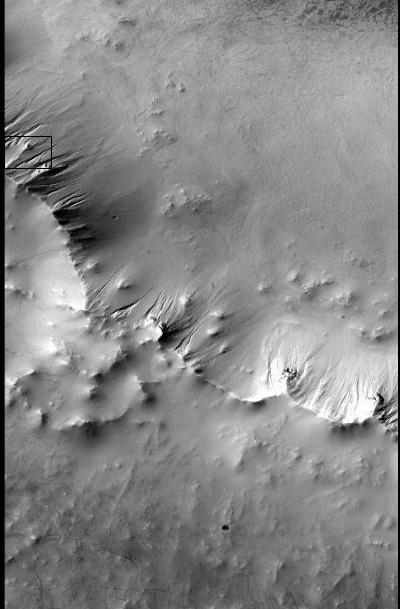
Imagen CTX de parte del cráter Ross que muestra el contexto de la siguiente imagen de HiRISE.
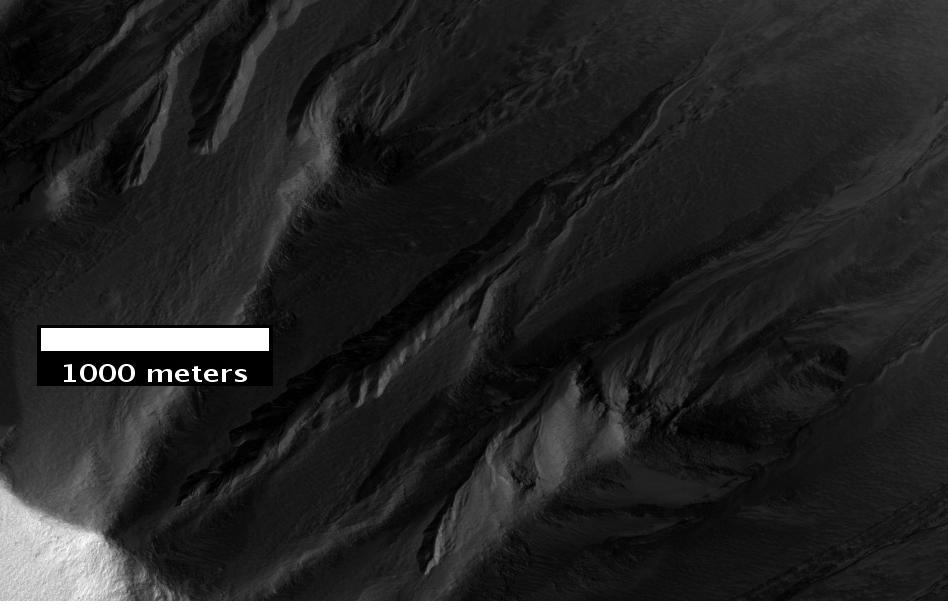
Barrancos en el cráter Ross, visto por HiRISE bajo el programa HiWish. Debido a que los barrancos están en el borde estrecho de un cráter y comienzan a diferentes alturas, este ejemplo no es consistente con el modelo de barrancos causado por los acuíferos.
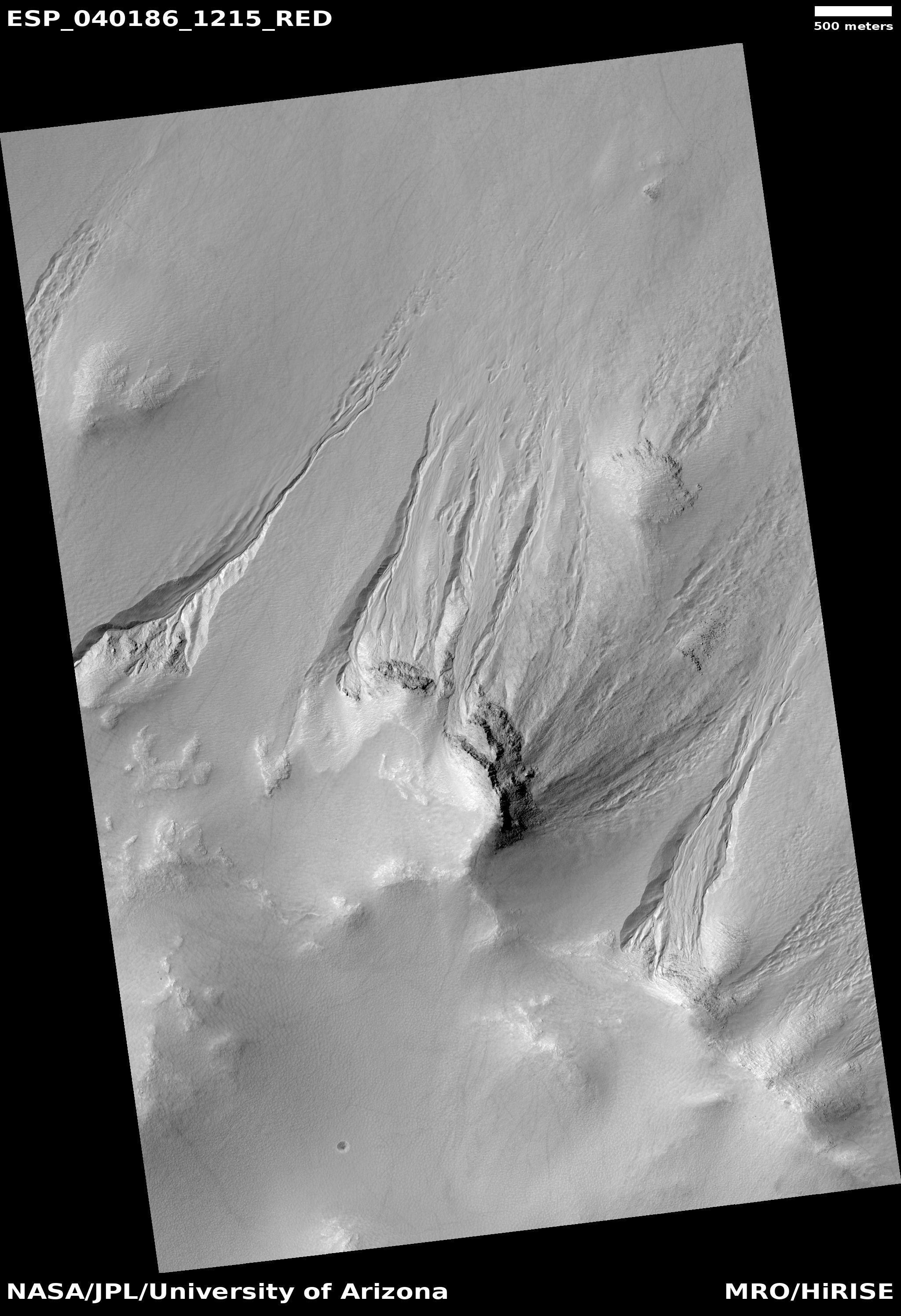
Grupo de barrancos en el cráter Ross, visto por HiRISE bajo el programa HiWish
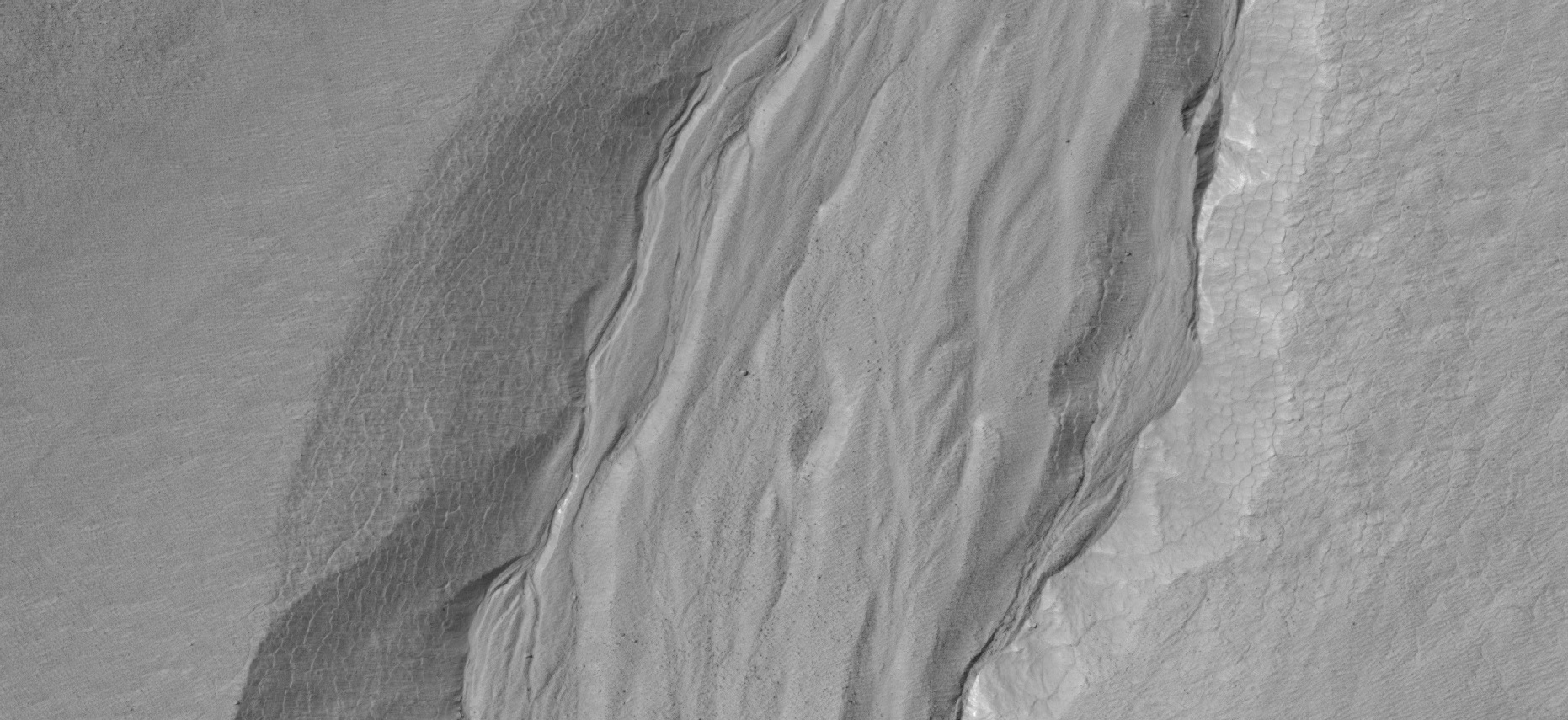
Primer plano de barrancos que muestran múltiples canales, como los ve HiRISE en el programa HiWish Nota: esta es una ampliación de una imagen anterior.
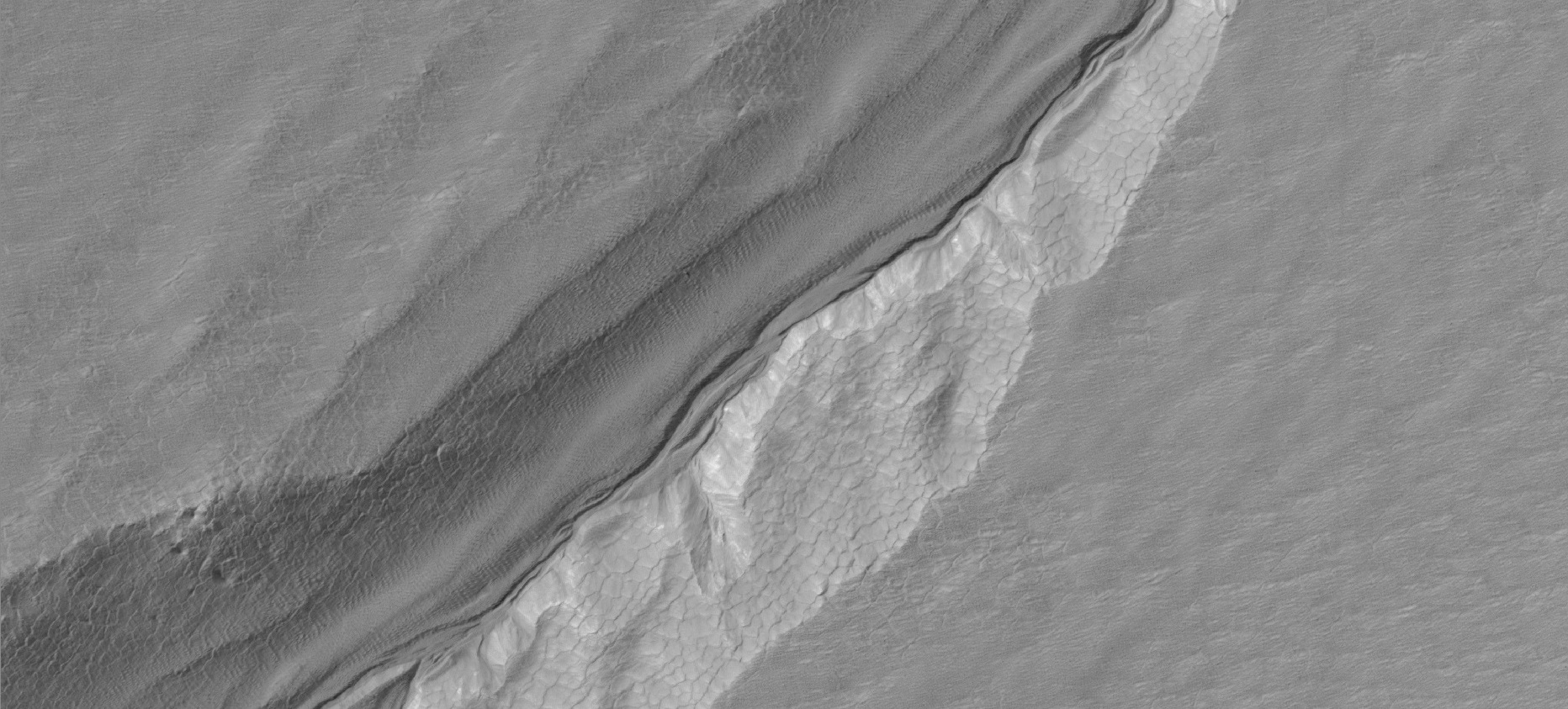
Vista de barrancos que muestran polígonos, como los ve HiRISE en el programa HiWish. Los polígonos generalmente se forman en suelos helados ricos en hielo. Nota: esta es una ampliación de una imagen anterior.
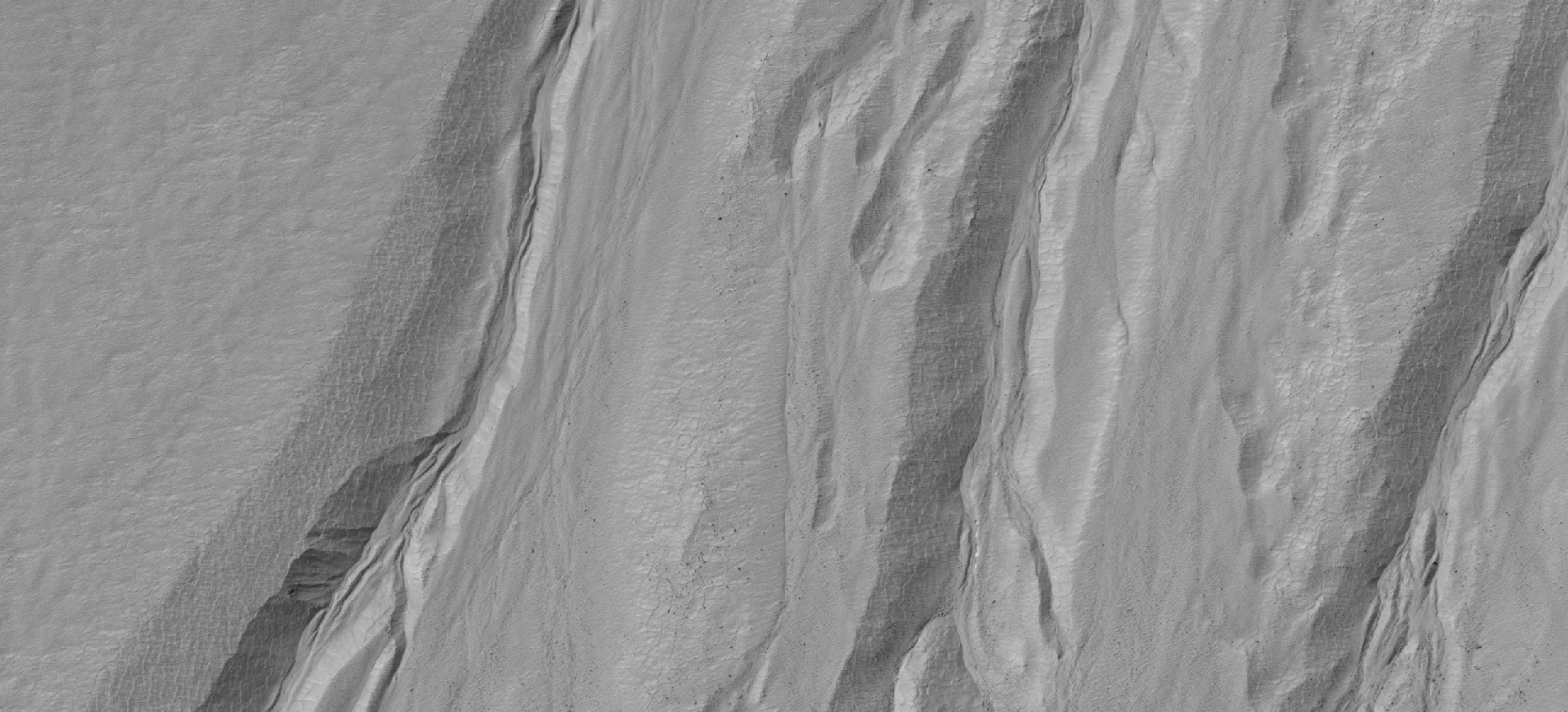
Primer plano de barrancos que muestran formas aerodinámicas en canales, como lo ve HiRISE en el programa HiWish Nota: esta es una ampliación de una imagen anterior..
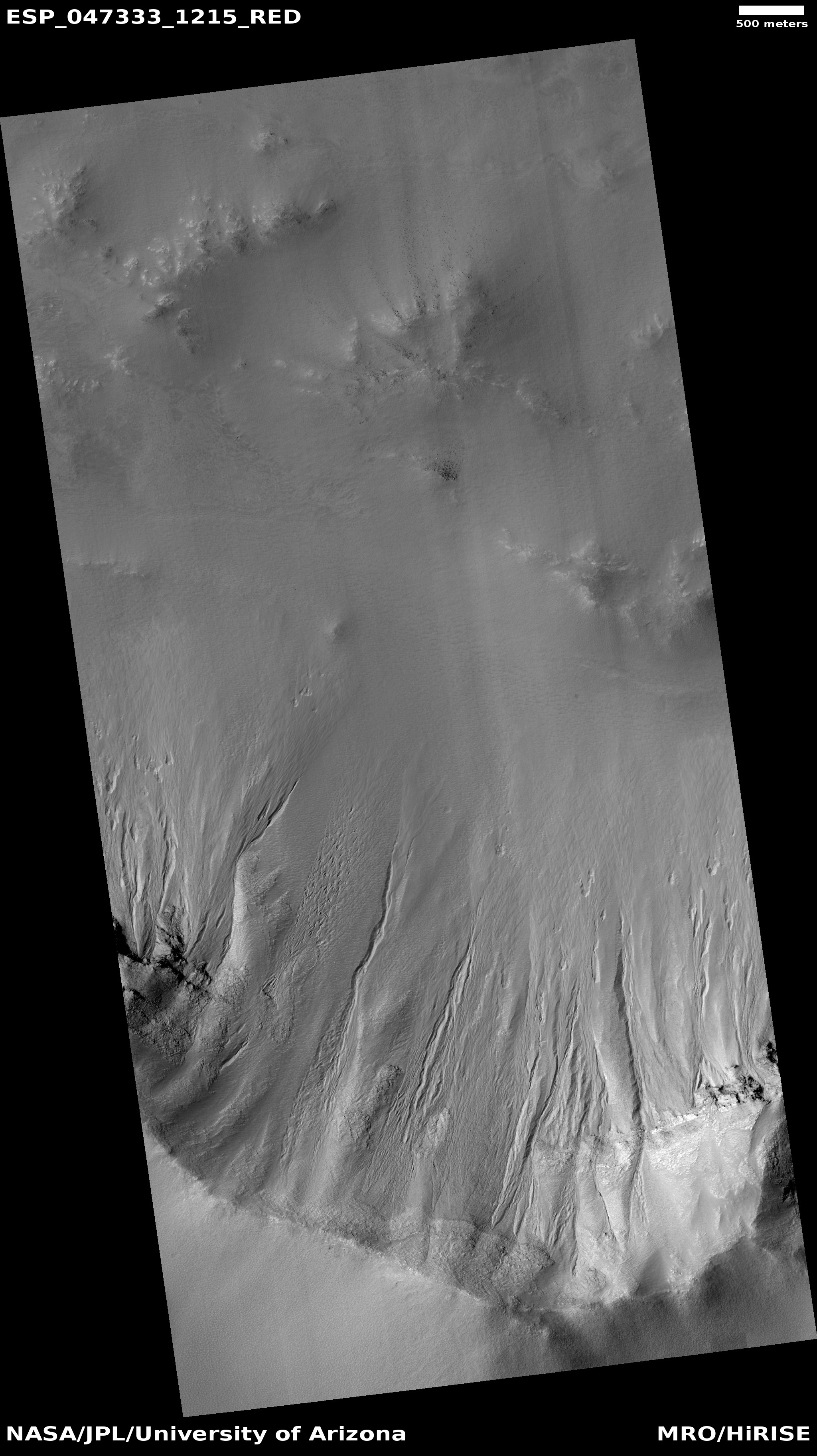
Vista ancha de cauces en Ross Cráter, cuando visto por HiRISE bajo HiWish programa
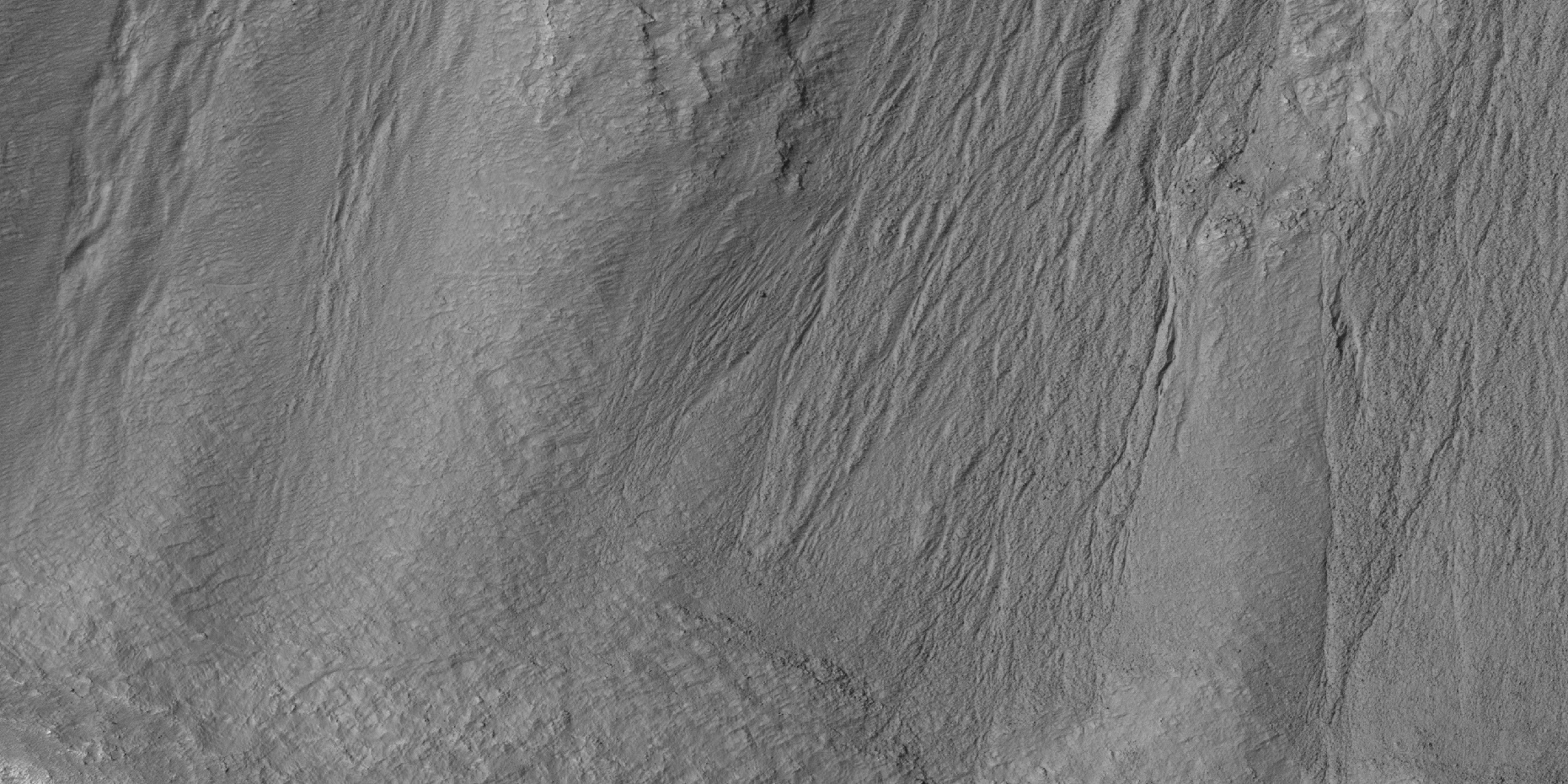
Vista cercana de muchos cauces pequeños en Ross Cráter, cuando visto por HiRISE bajo HiWish Nota  de programa: esto es una ampliación  de una imagen anterior.
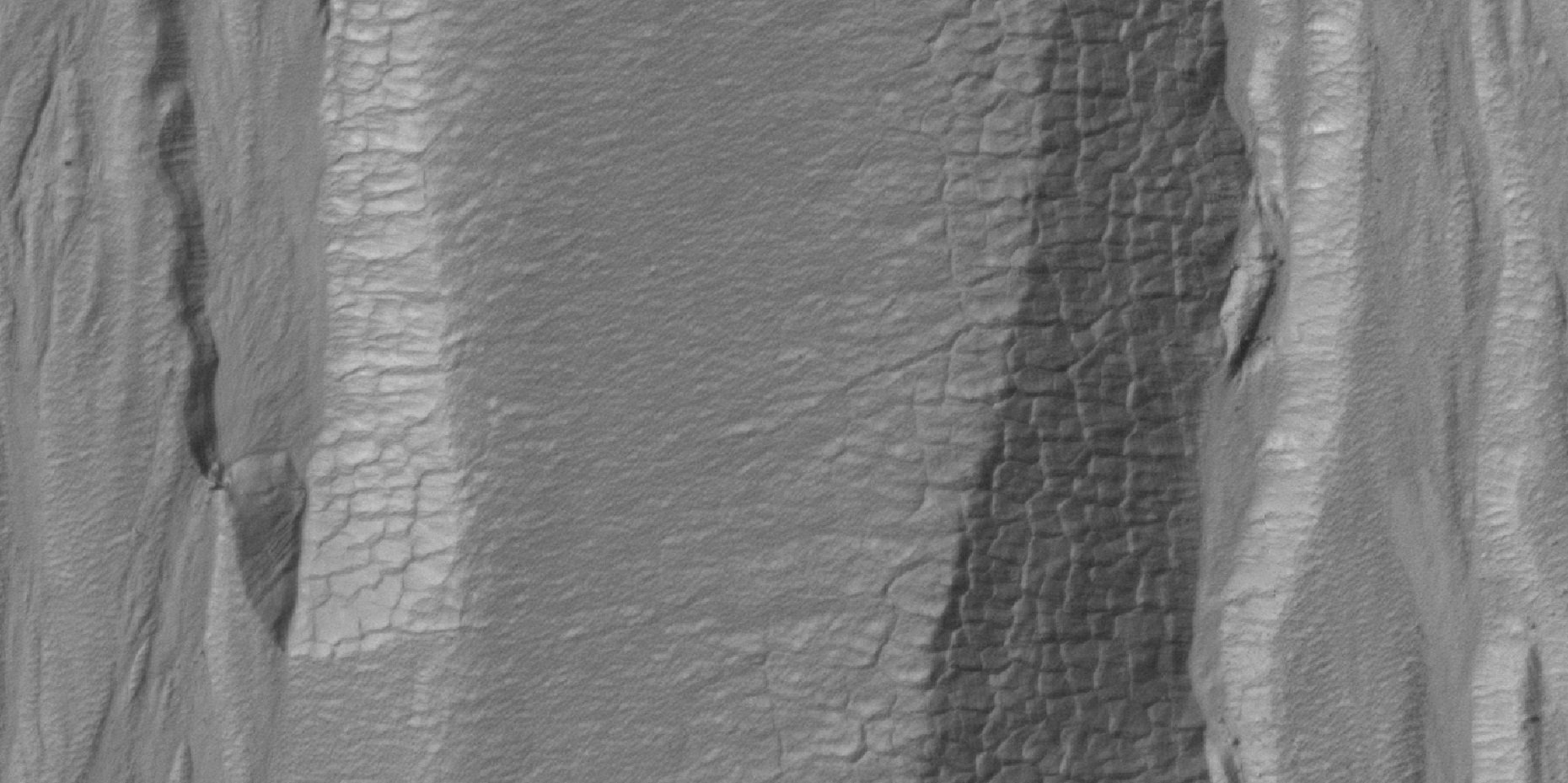
Vista cercana de polígonos cauces cercanos en Ross Cráter, cuando visto por HiRISE bajo HiWish Nota  de programa: esto es una ampliación  de una imagen anterior.
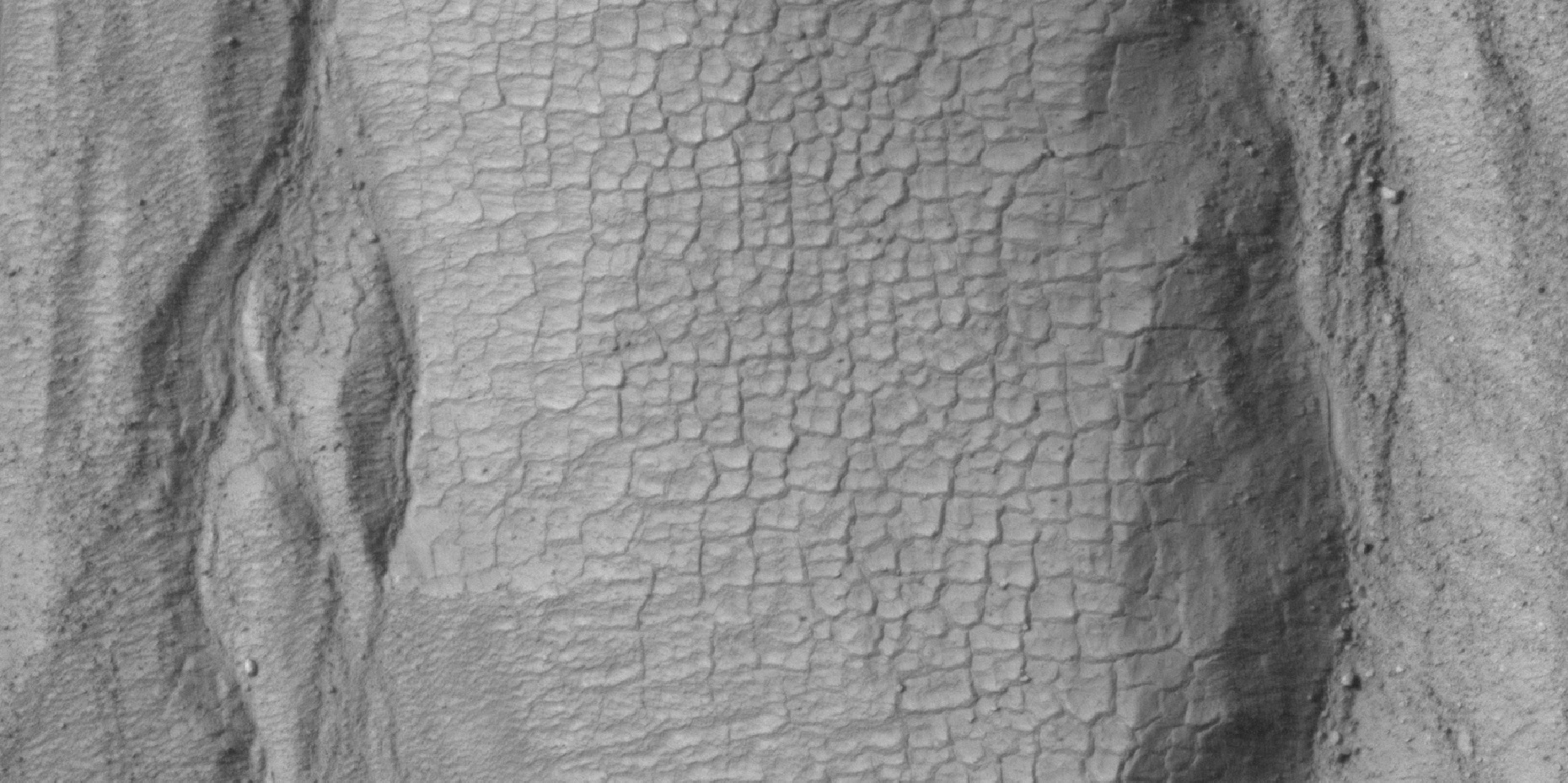
Vista cercana de polígonos cauces cercanos en Ross Cráter, cuando visto por HiRISE bajo HiWish Nota  de programa: esto es una ampliación  de una imagen anterior.
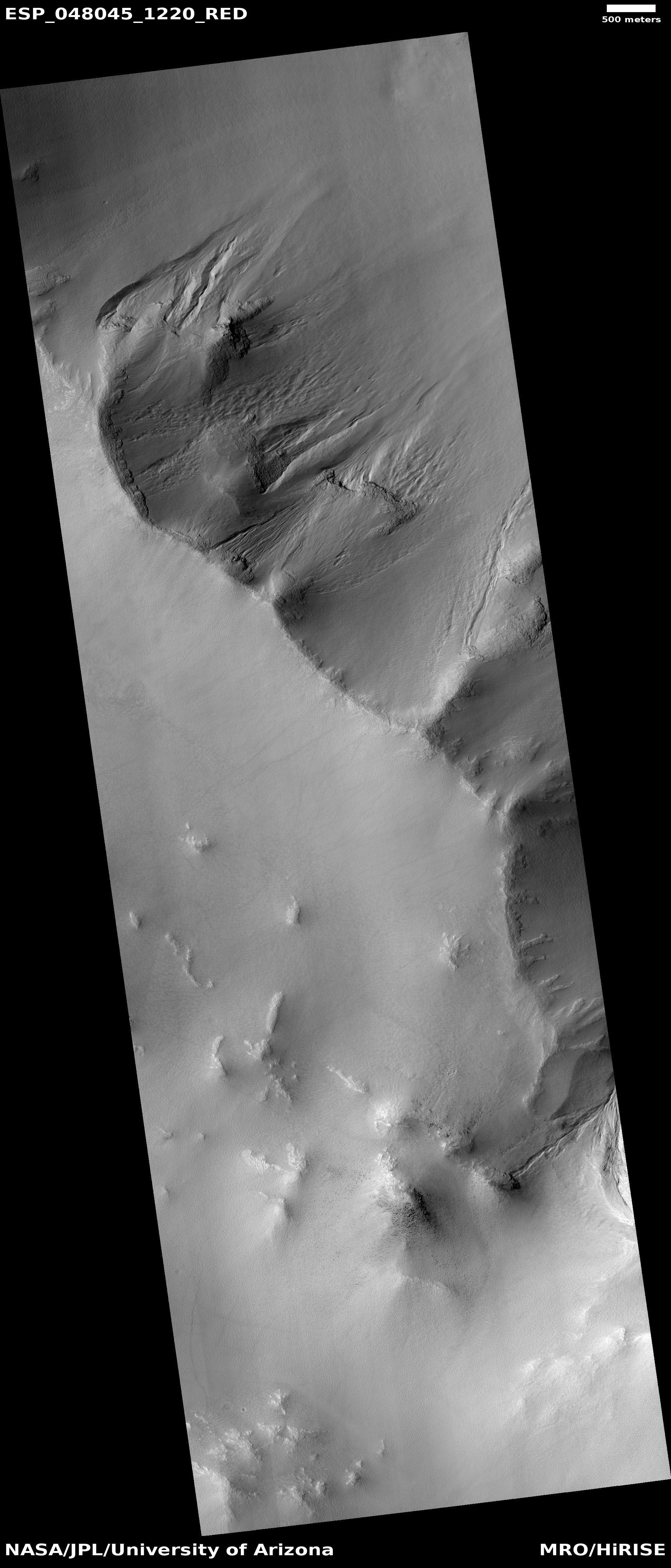
Cauces, cuando vistos por HiRISE bajo HiWish programa
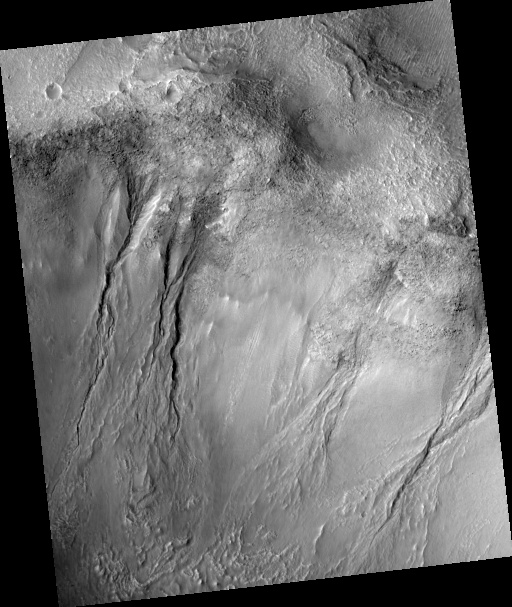
Grupo de cauces, cuando vistos por HiRISE bajo el HiWish programa
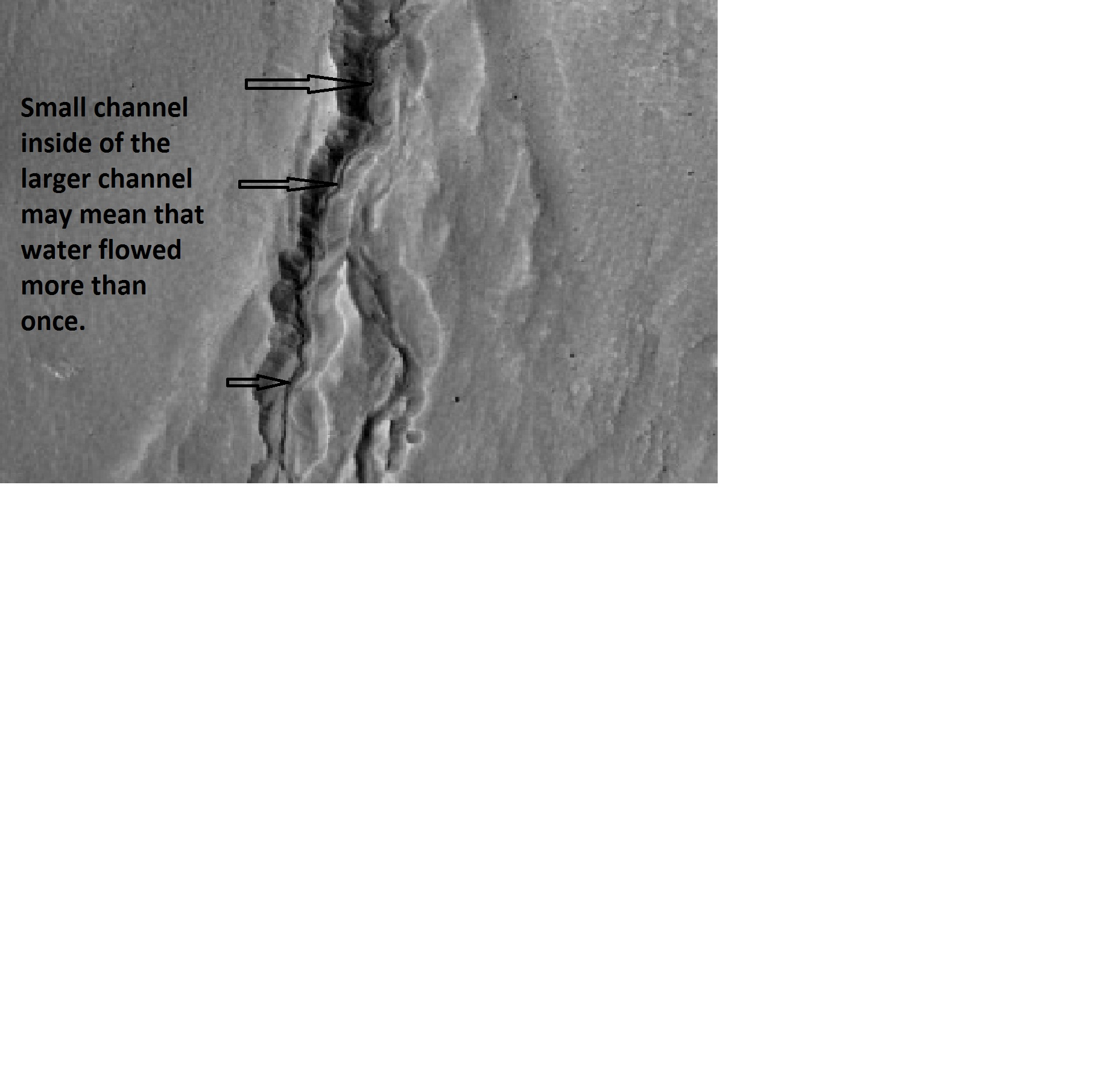
Ampliación de parte de la imagen anterior que muestra cauces más pequeños dentro de más grandes unos.  El agua probablemente fluida en estos cauces más de una vez.
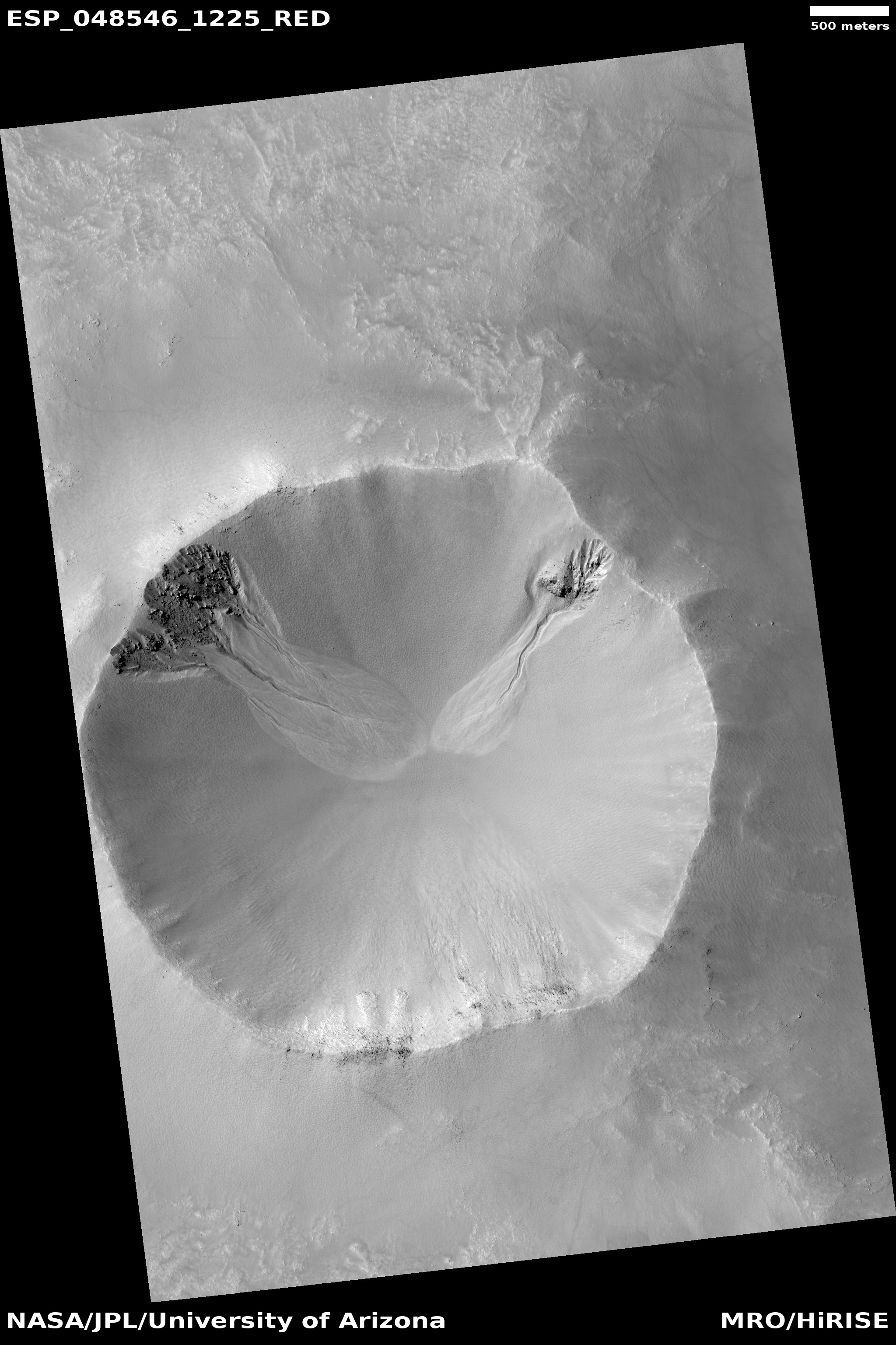
Cauces,  cuando vistos por HiRISE bajo el HiWish programa

a tercera teoría podría ser posible ya que los cambios climáticos pueden ser suficientes para permitir simplemente que el hielo en el suelo se derrita y así se formen los barrancos. Durante un clima más cálido, los primeros metros de tierra podrían descongelarse y producir un "flujo de escombros" similar a los de la seca y fría costa este de Groenlandia. Dado que los barrancos se encuentran en pendientes pronunciadas, solo se necesita una pequeña disminución de la resistencia al corte de las partículas del suelo para comenzar el flujo. Pequeñas cantidades de agua líquida del hielo molido derretido podrían ser suficientes.  Los cálculos muestran que se puede producir un tercio de mm de escorrentía cada día durante 50 días de cada año marciano, incluso en las condiciones actuales.

## Dunas de arena
Muchos lugares de Marte tienen dunas de arena. Algunos cráteres en Thaumasia muestran manchas oscuras en ellos. Las fotografías de alta resolución muestran que las marcas oscuras son dunas de arena oscura. Las dunas de arena oscura probablemente contienen el basalto de roca ígnea. El Cráter Brashear, que se muestra a continuación, es un cráter con dunas oscuras.

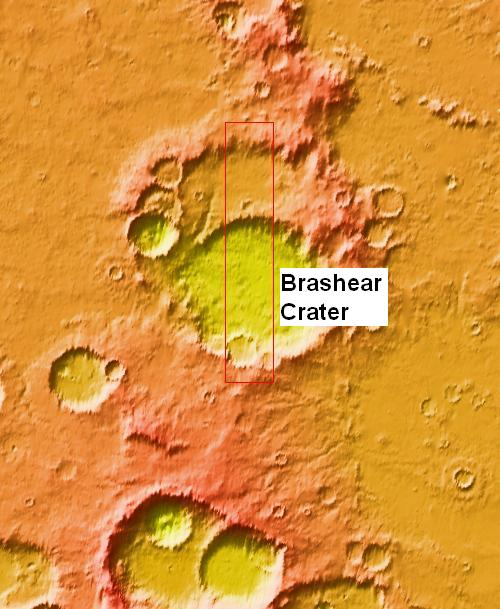
Vista ancha de Brashear (Martian Cráter) se acerca otros cráteres, cuando vistos por MOLA en qué elevaciones están indicadas por colores diferentes.
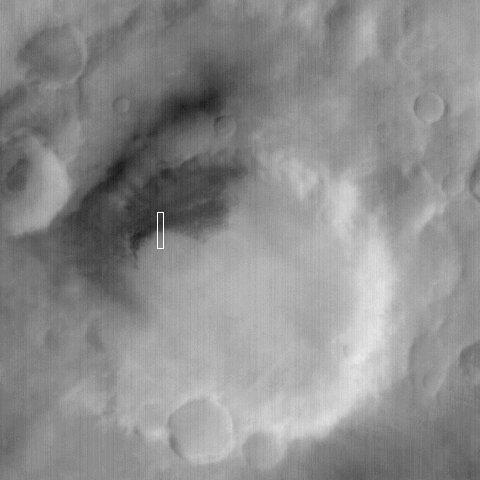
Marte Global Surveyor imagen de contexto con las cajas que muestran donde la imagen próxima está localizada.
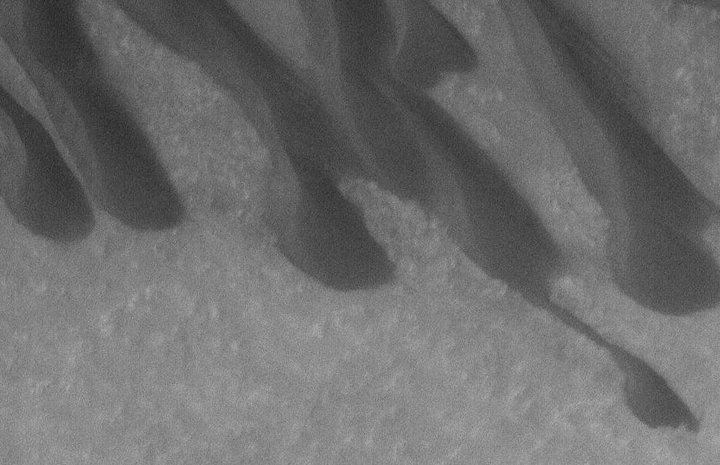
Marte Global Surveyor imagen de parte de área en la foto anterior.  Los sitios oscuros están resueltos para ser dunas de arena.  La imagen tomada bajo el MOC Público Apuntando Programa.
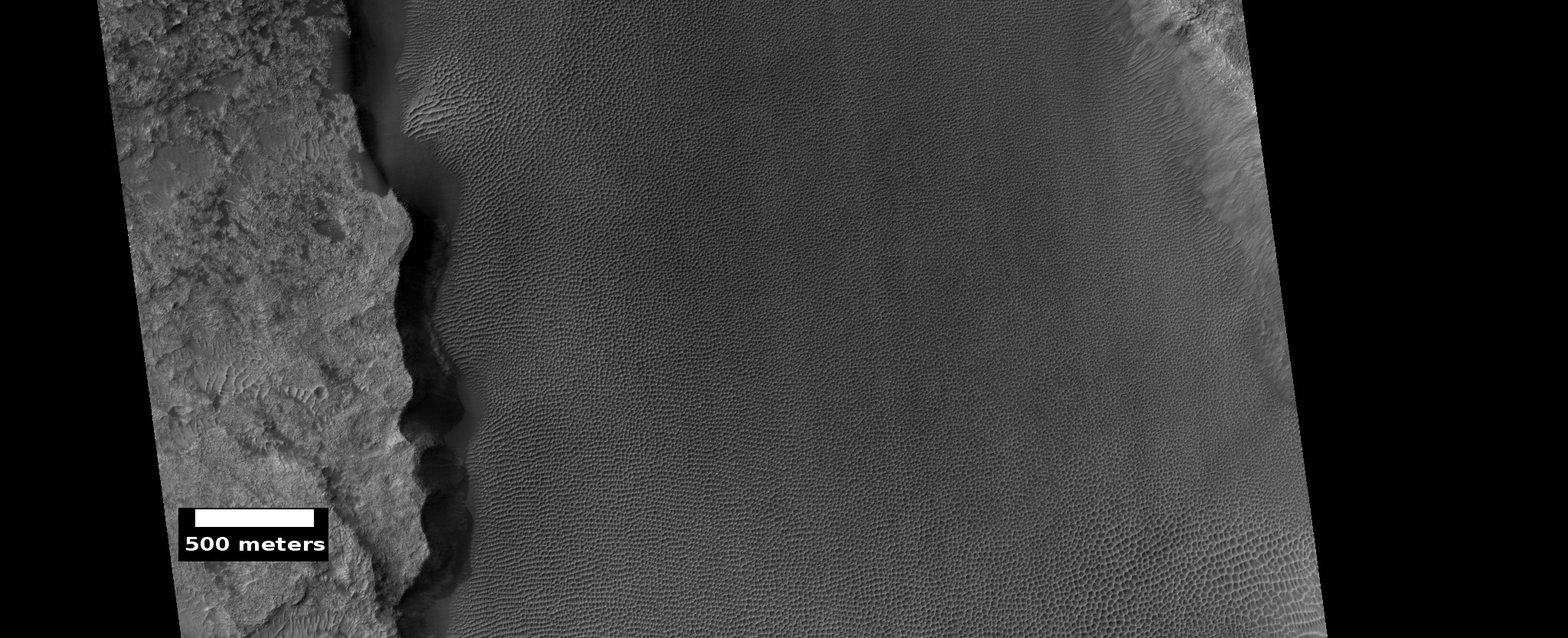
Piso de cráter cubierto con dunas de arena en la forma de células, cuando vistos por HiRISE bajo HiWish programa.

## Warrego Valles
Las imágenes de Mariner 9 y Viking Orbiter mostraron una red de valles ramificados en Thaumasia llamada Warrego Valles. Estas redes son evidencia de que Marte pudo haber sido alguna vez más cálido, más húmedo y quizás haya tenido precipitaciones en forma de lluvia o nieve. Un estudio con el altímetro láser Mars Orbiter, el sistema de imágenes de emisión térmica (THEMIS) y la cámara Mars Orbiter (MOC) respaldan la idea de que Warrego Valles se formó a partir de la precipitación.  A primera vista, se parecen a los valles fluviales de nuestra Tierra. Pero las imágenes más nítidas de cámaras más avanzadas revelan que los valles no son continuos. Son muy viejos y pueden haber sufrido los efectos de la erosión. Una imagen a continuación muestra algunos de estos valles ramificados.

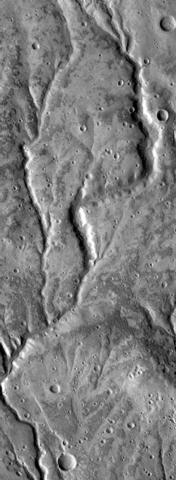
Los canales se acercan Warrego Valles, cuando vistos por THEMIS.  Estos branched los canales son evidencia fuerte  para fluir agua encima Marte, quizás durante un mucho periodo más tibio.

## Cráteres
La densidad de los cráteres de impacto se utiliza para determinar las edades de la superficie de Marte y otros cuerpos del sistema solar.  Cuanto más antigua es la superficie, más cráteres presentes. Las formas de los cráteres pueden revelar la presencia de hielo en el suelo.
El área alrededor de los cráteres puede ser rica en minerales. En Marte, el calor del impacto derrite el hielo del suelo. El agua del hielo derretido disuelve los minerales y luego los deposita en las grietas o fallas que se produjeron con el impacto. Este proceso, llamado alteración hidrotermal, es una de las principales formas en que se producen los depósitos de mineral. El área alrededor de los cráteres marcianos puede ser rica en minerales útiles para la futura colonización de Marte. 
Estudios en la tierra han documentado que se producen grietas y que en las grietas se depositan vetas de minerales secundarios. Las imágenes de los satélites que orbitan alrededor de Marte han detectado grietas cerca de los cráteres de impacto. Se producen grandes cantidades de calor durante los impactos. El área alrededor de un gran impacto puede tardar cientos de miles de años en enfriarse
Muchos cráteres alguna vez contuvieron lagos.  Debido a que algunos suelos de cráteres muestran deltas, sabemos que el agua tenía que estar presente durante algún tiempo. Se han detectado docenas de deltas en Marte.  Los deltas se forman cuando el sedimento es arrastrado por un arroyo que ingresa a una masa de agua tranquila. Se necesita un poco de tiempo para formar un delta, por lo que la presencia de un delta es emocionante; significa que el agua estuvo allí por un tiempo, tal vez por muchos años. Es posible que en esos lagos se hayan desarrollado organismos primitivos; por lo tanto, algunos cráteres pueden ser objetivos principales para la búsqueda de evidencia de vida en el Planeta Rojo.

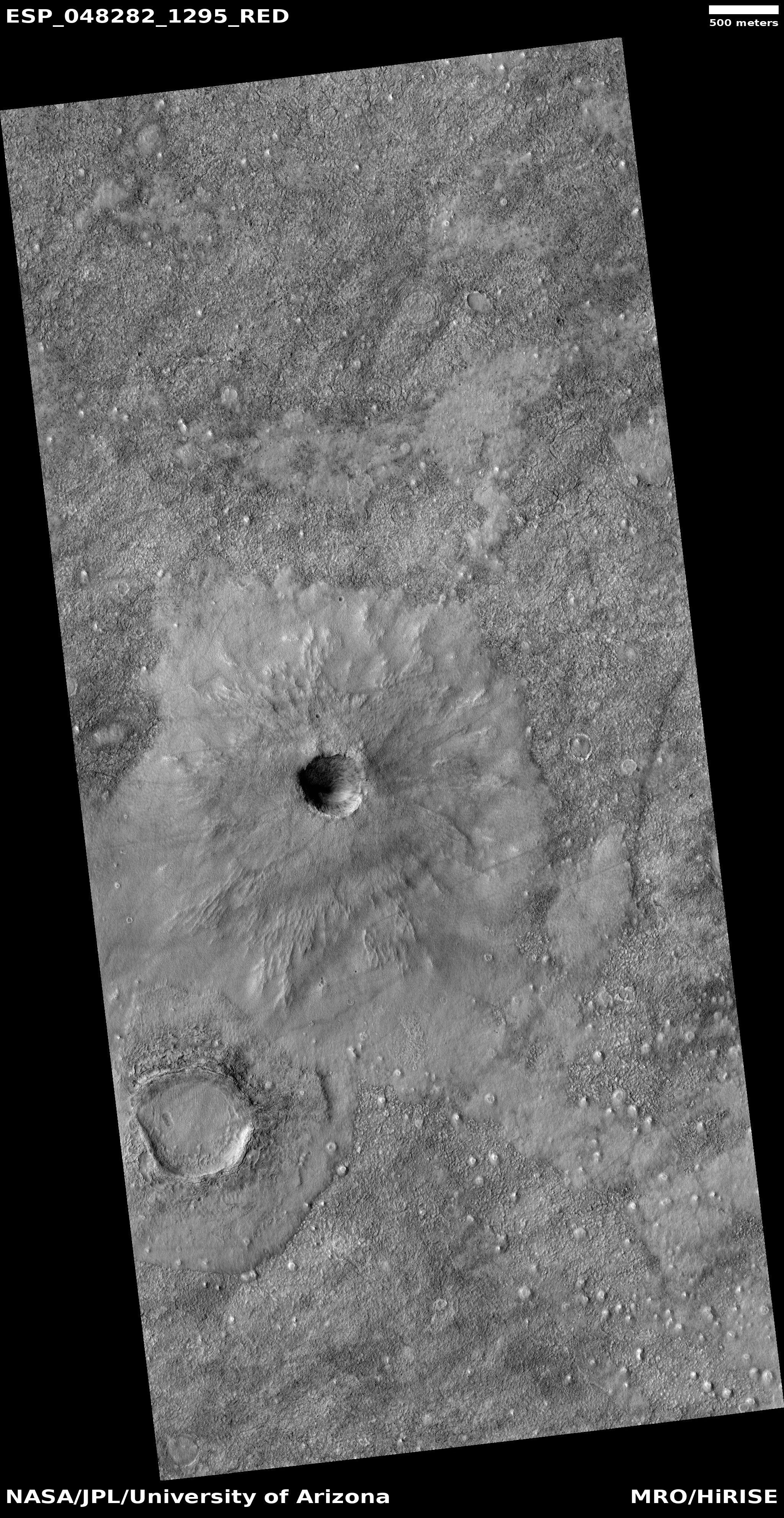
Unnamed rater Con delgado ejecta, cuando visto por HiRISE bajo el HiWish el programa  Allí es también muchos conos visibles en la imagen.
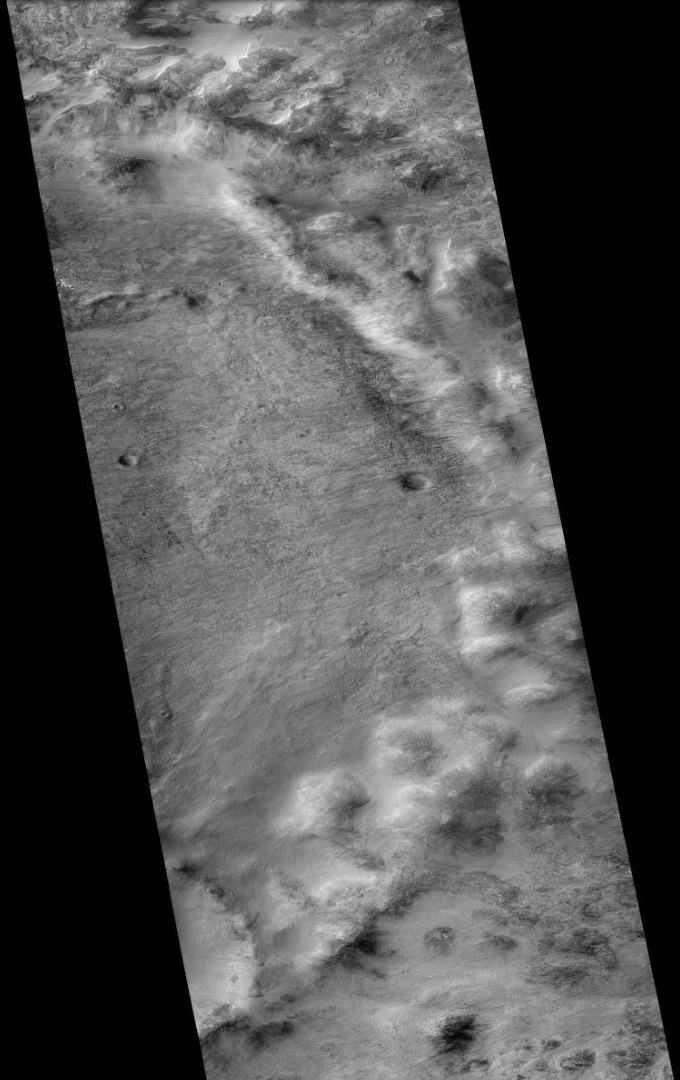
Lado del este de Douglass Cráter, cuando visto por CTX cámara (encima Marte Reconnaissance Orbitador)
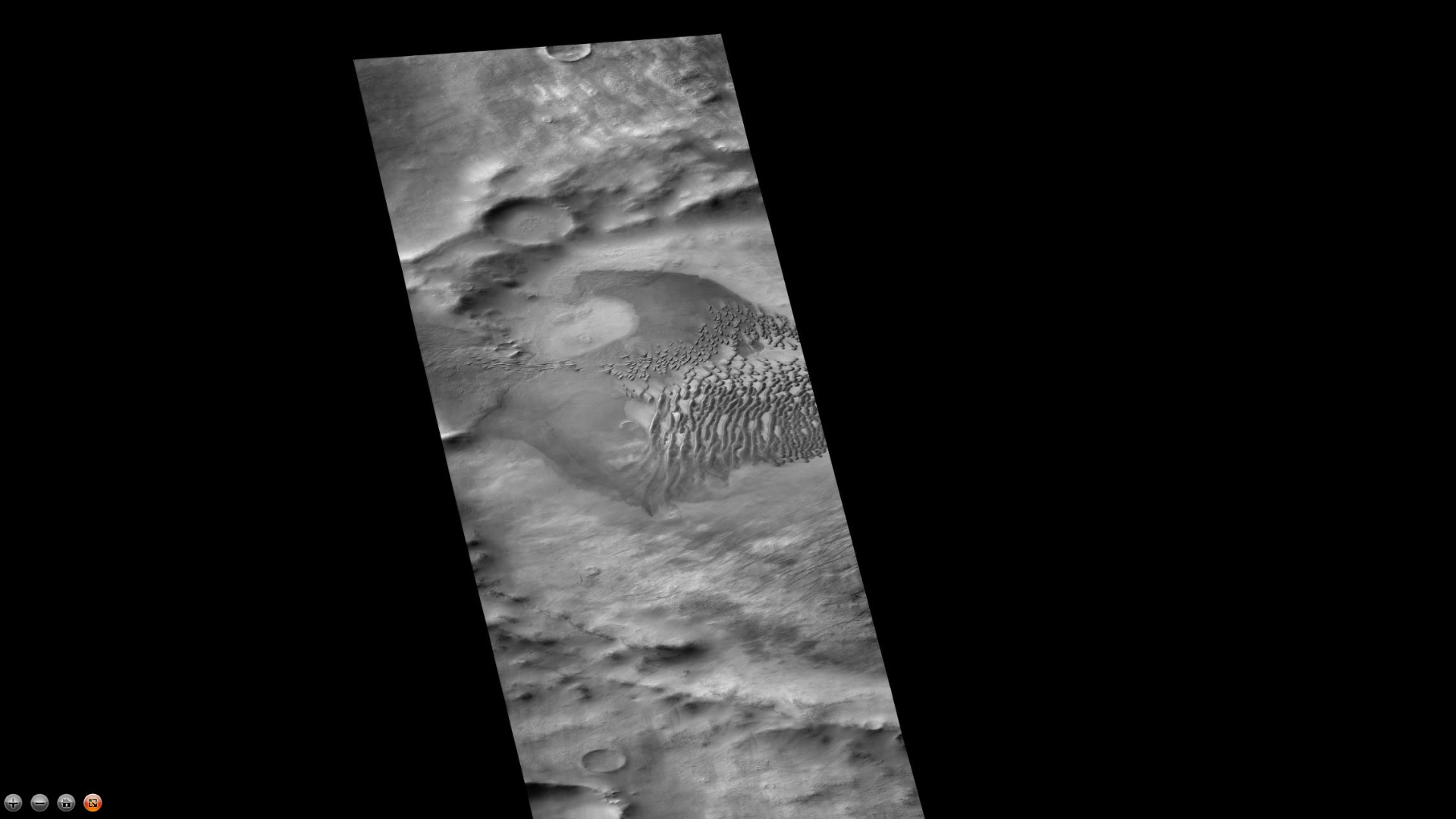
Lamont Cráter, cuando visto por CTX cámara (encima Marte Reconnaissance Orbitador).  Las áreas oscuras están compuestas de mayoritariamente dunas.
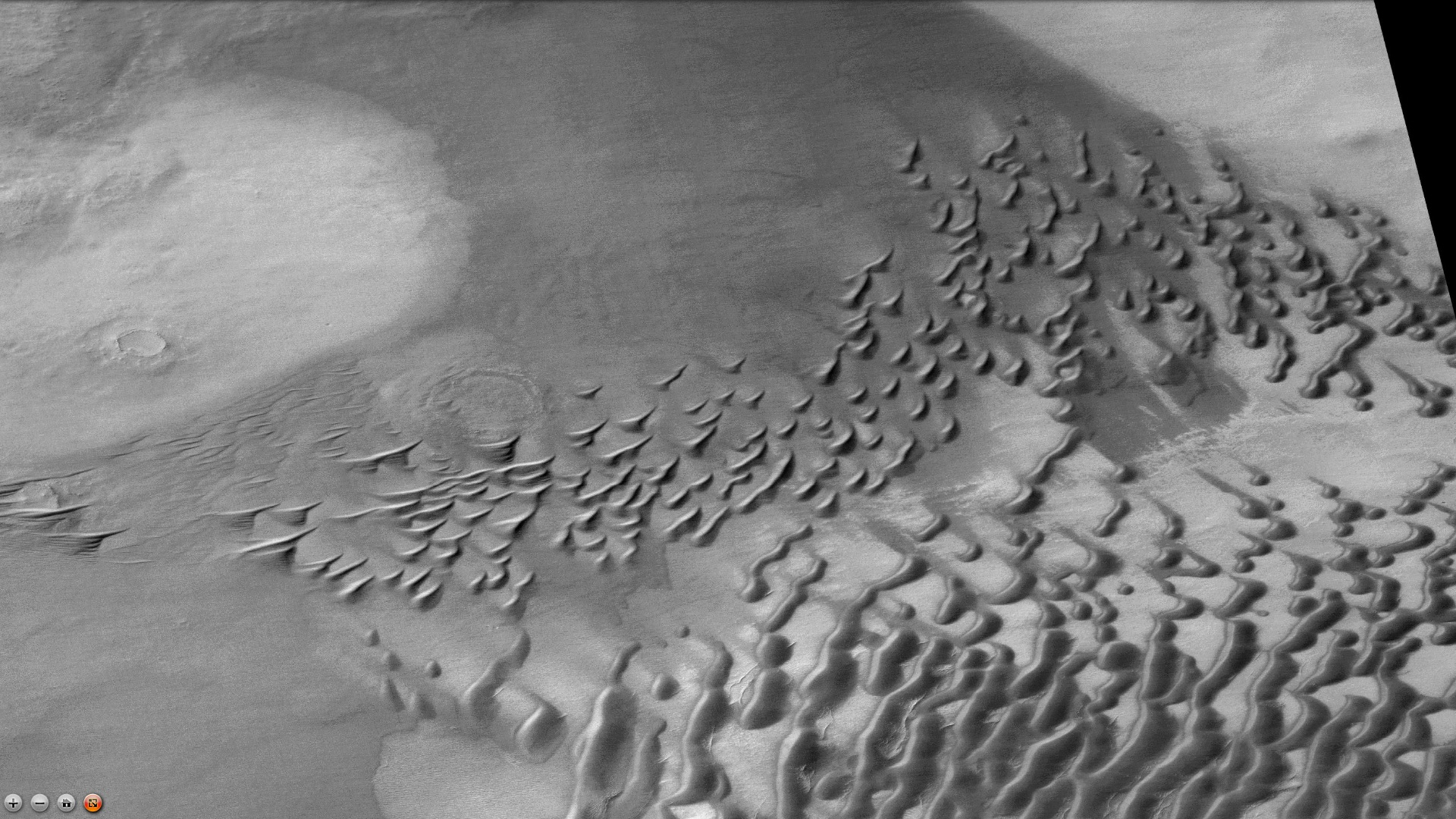
Dunas encima piso de Lamont Cráter, cuando visto por CTX cámara (encima Marte Reconnaissance Orbitador).  Nota: esto es una ampliación  de la imagen anterior.
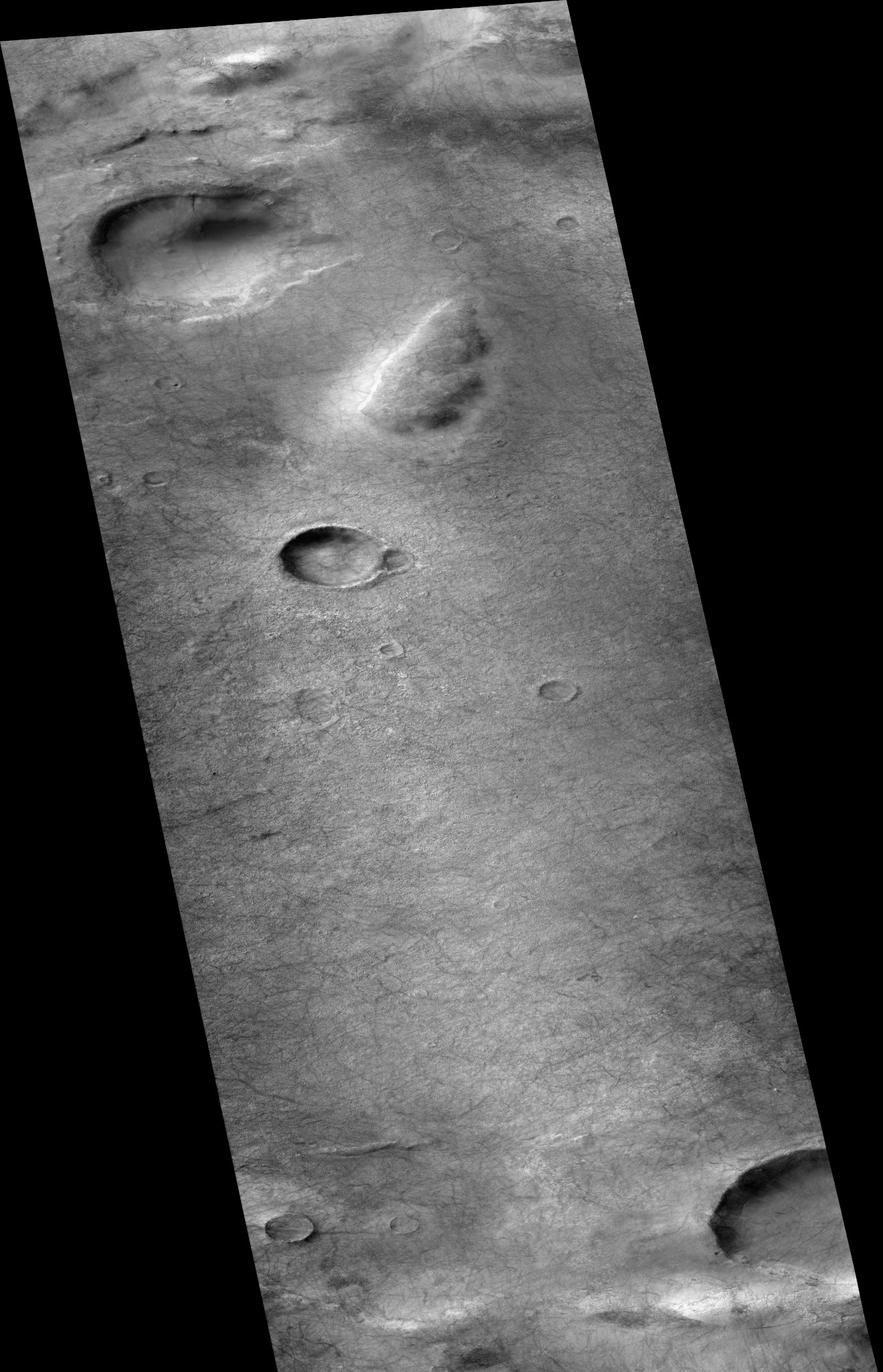
Coblentz Cráter, cuando visto por CTX cámara (encima Marte Reconnaissance Orbitador).
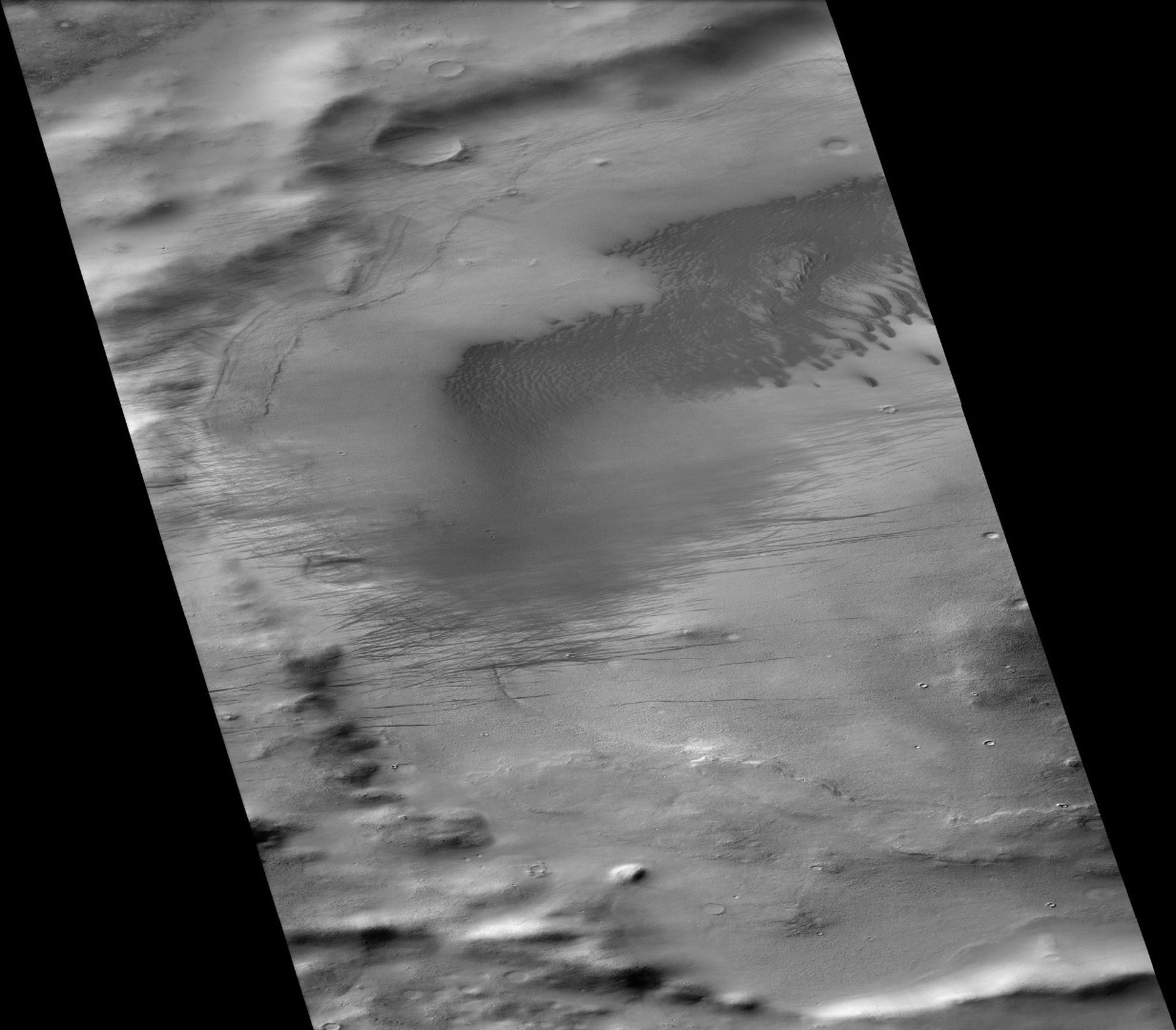
Biachini Cráter, cuando visto por CTX cámara (encima Marte Reconnaissance Orbitador). Pistas de diablo del polvo y las dunas son visibles en el piso.  Las líneas estrechas, oscuras son pistas de diablo del polvo .
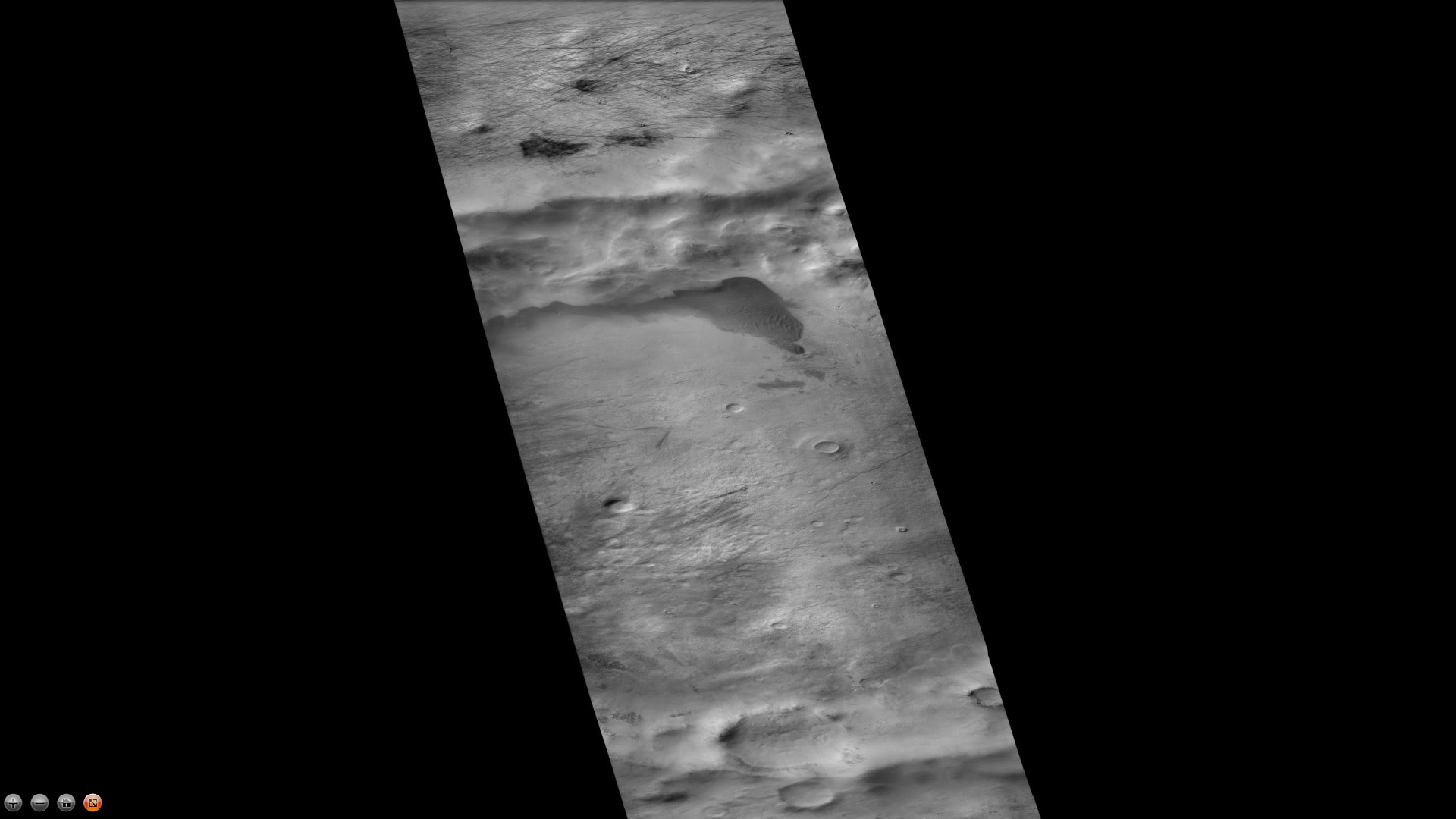
Fontana Cráter, cuando visto por CTX cámara (encima Marte Reconnaissance Orbitador).
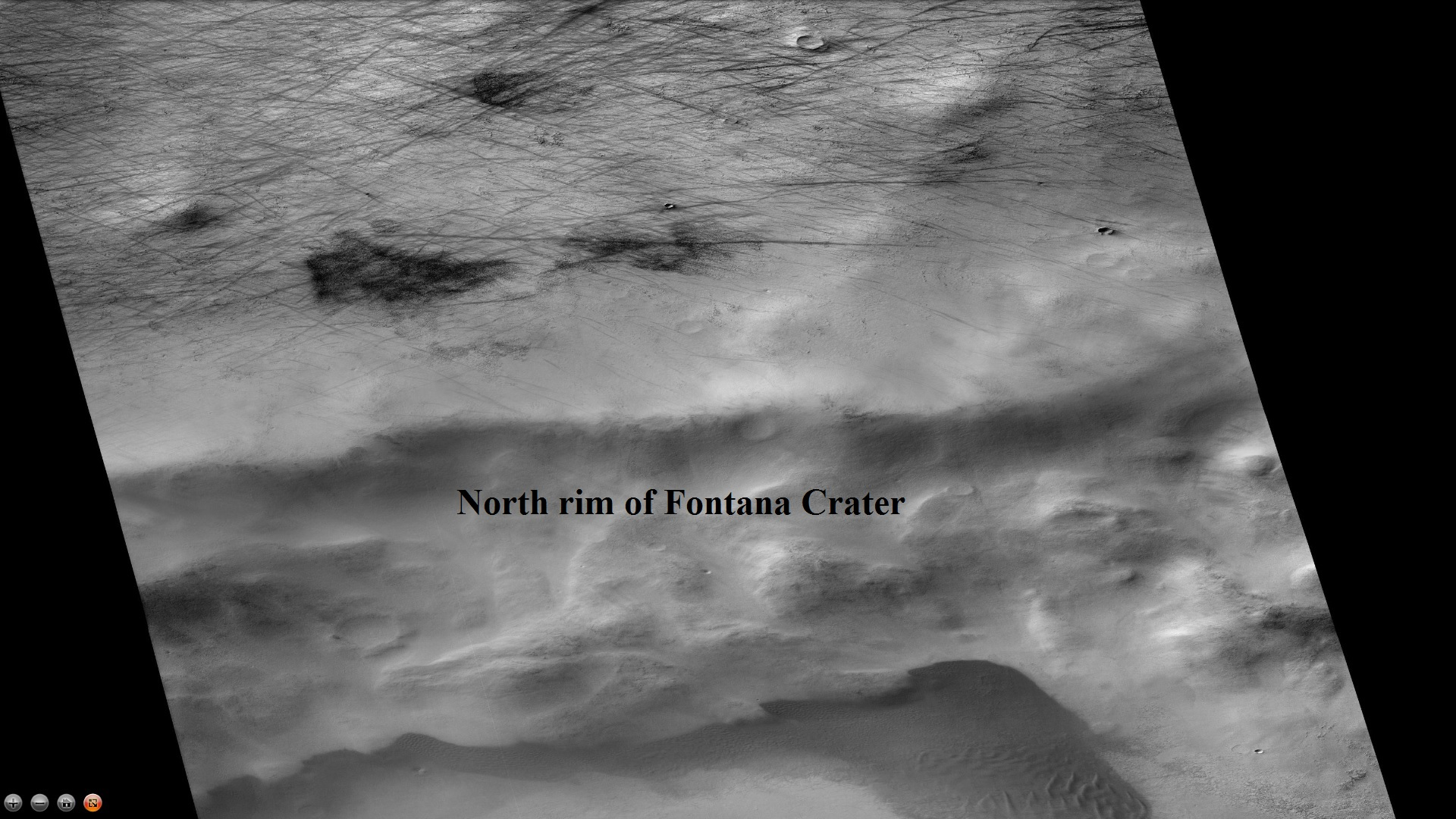
Pistas de diablo del polvo justo fuera de brocal del norte de Fontana Cráter, cuando visto por CTX cámara (encima Marte Reconnaissance Orbitador). Nota: esto es una ampliación  de la imagen anterior de Fontana Cráter.
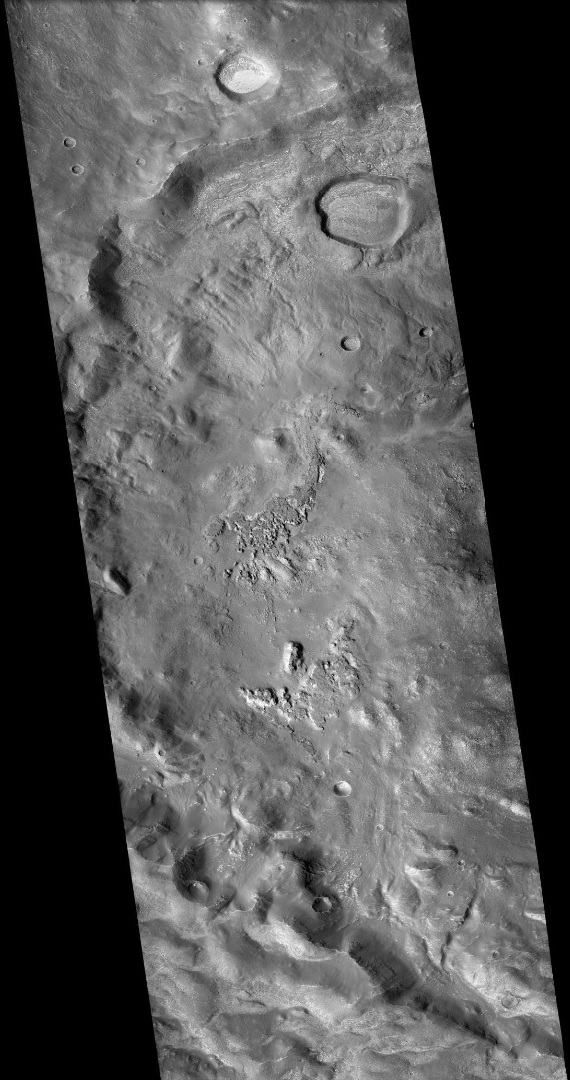
Lampland Cráter (Martian Cráter), cuando visto por CTX cámara (encima Marte Reconnaissance Orbitador).
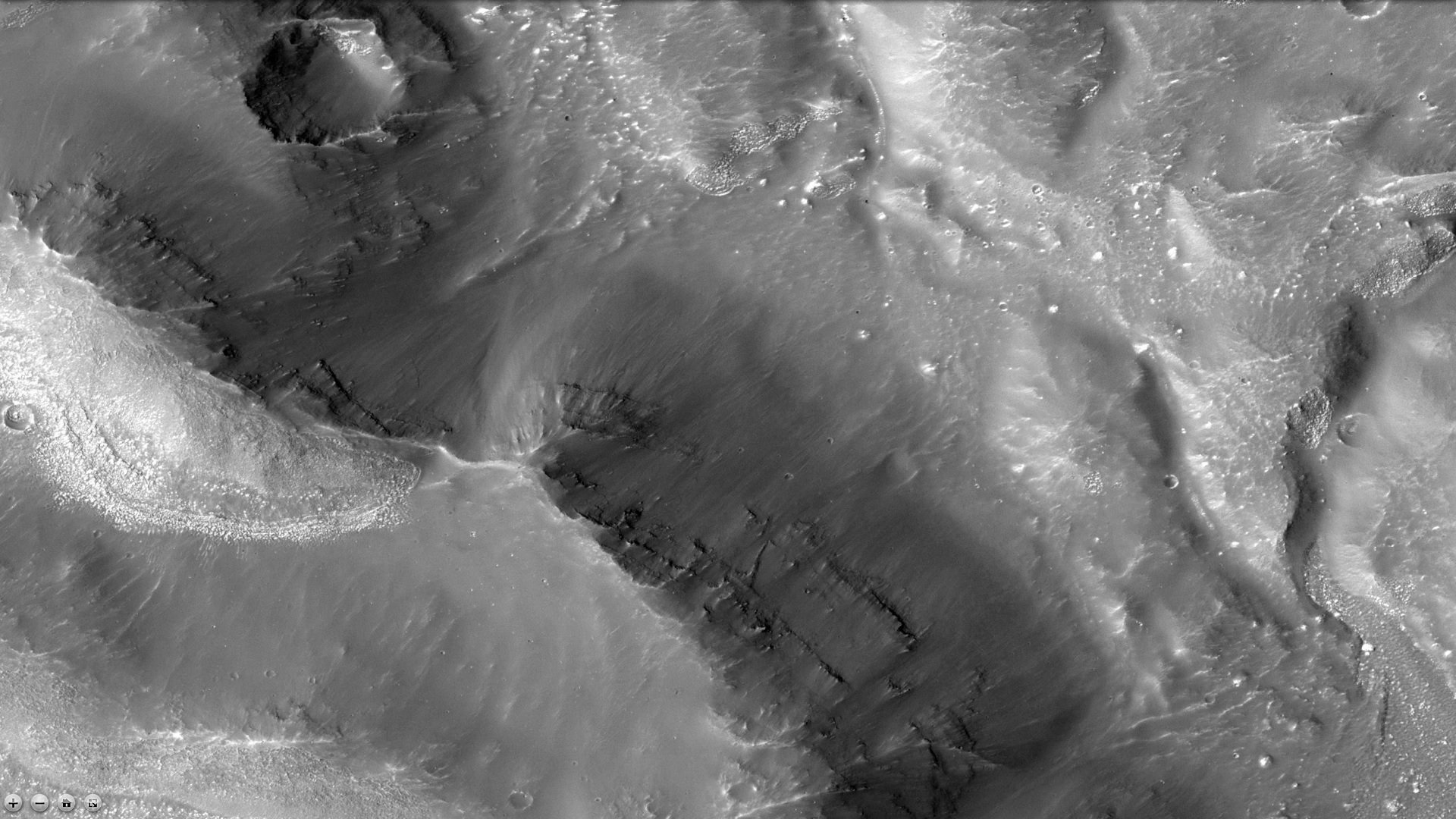
Capas en pared de Lampland Cráter, cuando visto por CTX cámara (encima Marte Reconnaissance Orbitador).  Nota: esto es una ampliación  de la imagen anterior de Lampland Cráter.
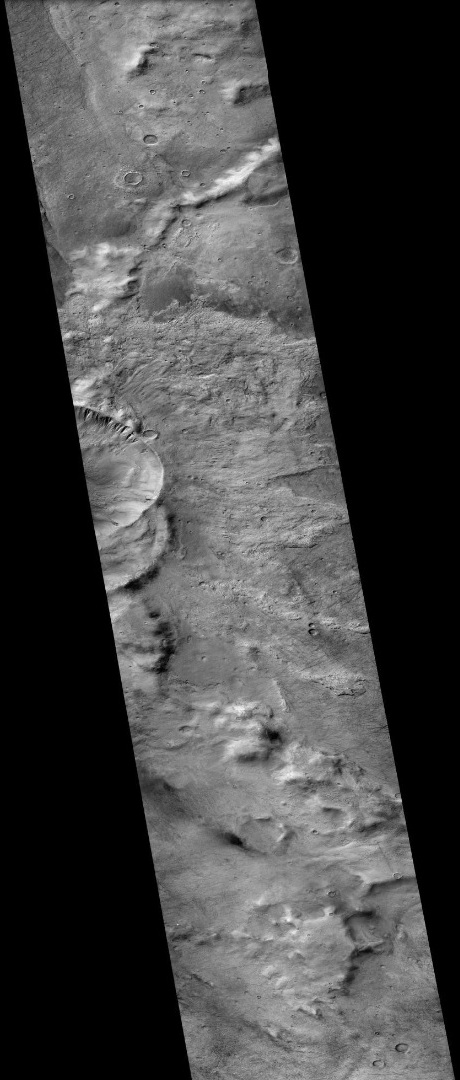
Slipher Cráter (Martian Cráter), cuando visto por CTX cámara (encima Marte Reconnaissance Orbitador).
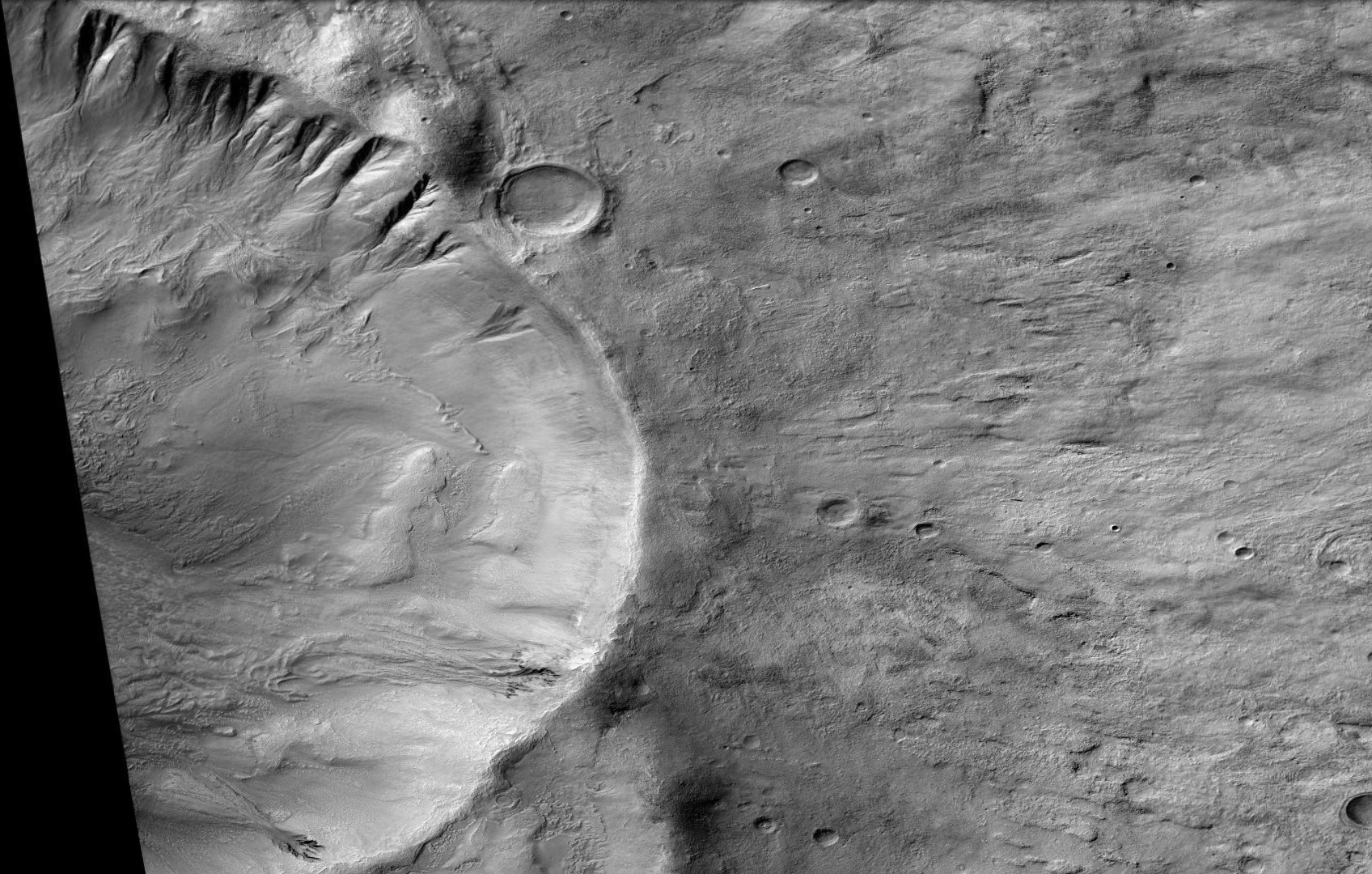
Cauces en cráter en el brocal de Slipher Cráter, cuando visto por CTX cámara (encima Marte Reconnaissance Orbitador).  Nota: esto es una ampliación  de la imagen anterior de Slipher Cráter.
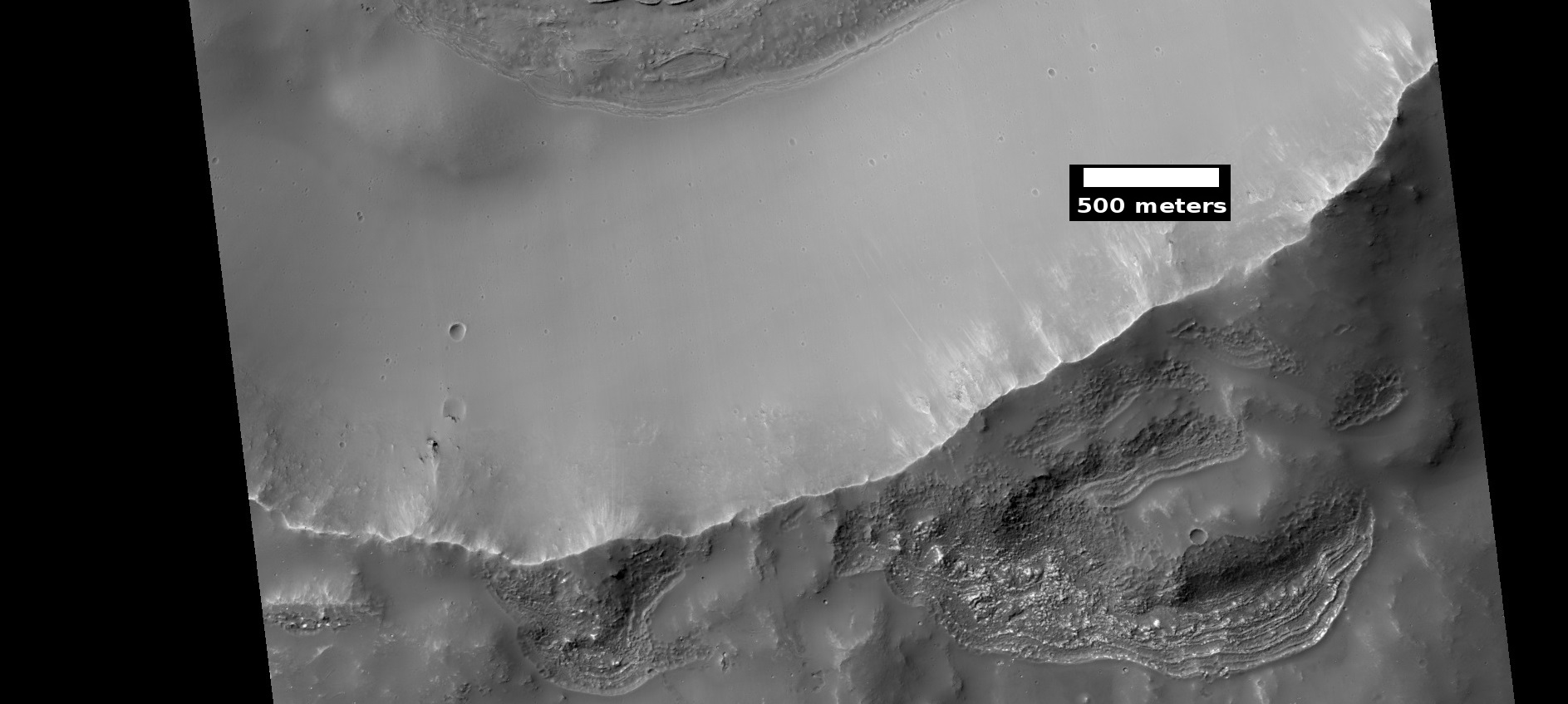
Capas de manto expuestas encima brocal de cráter, cuando visto por HiRISE bajo HiWish Manto  de programa es un hielo -material rico que cayó del cielo cuándo el clima experimentó cambios importantes.
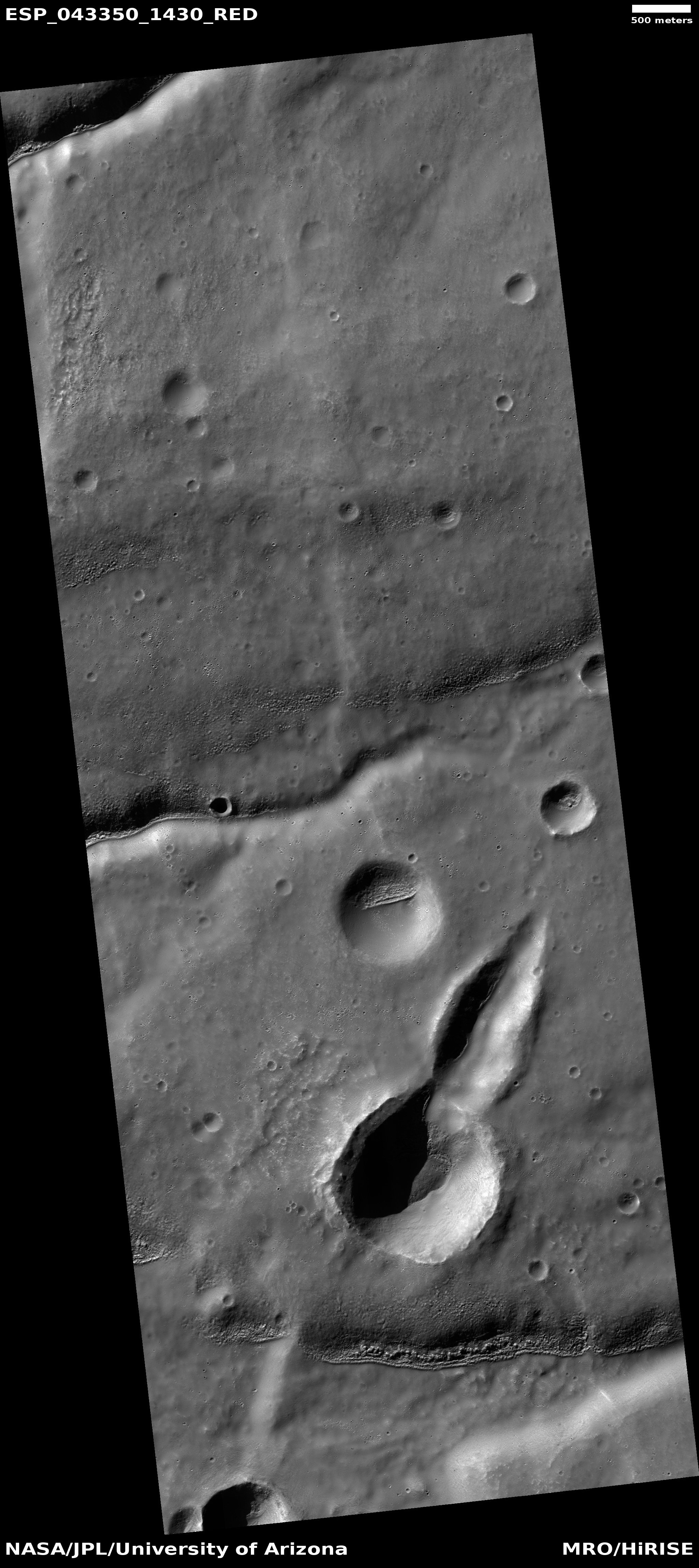
Cráter apuntado, cuando visto por HiRISE bajo HiWish el programa que  Impacta el objeto puede haber golpeado en un ángulo bajo.

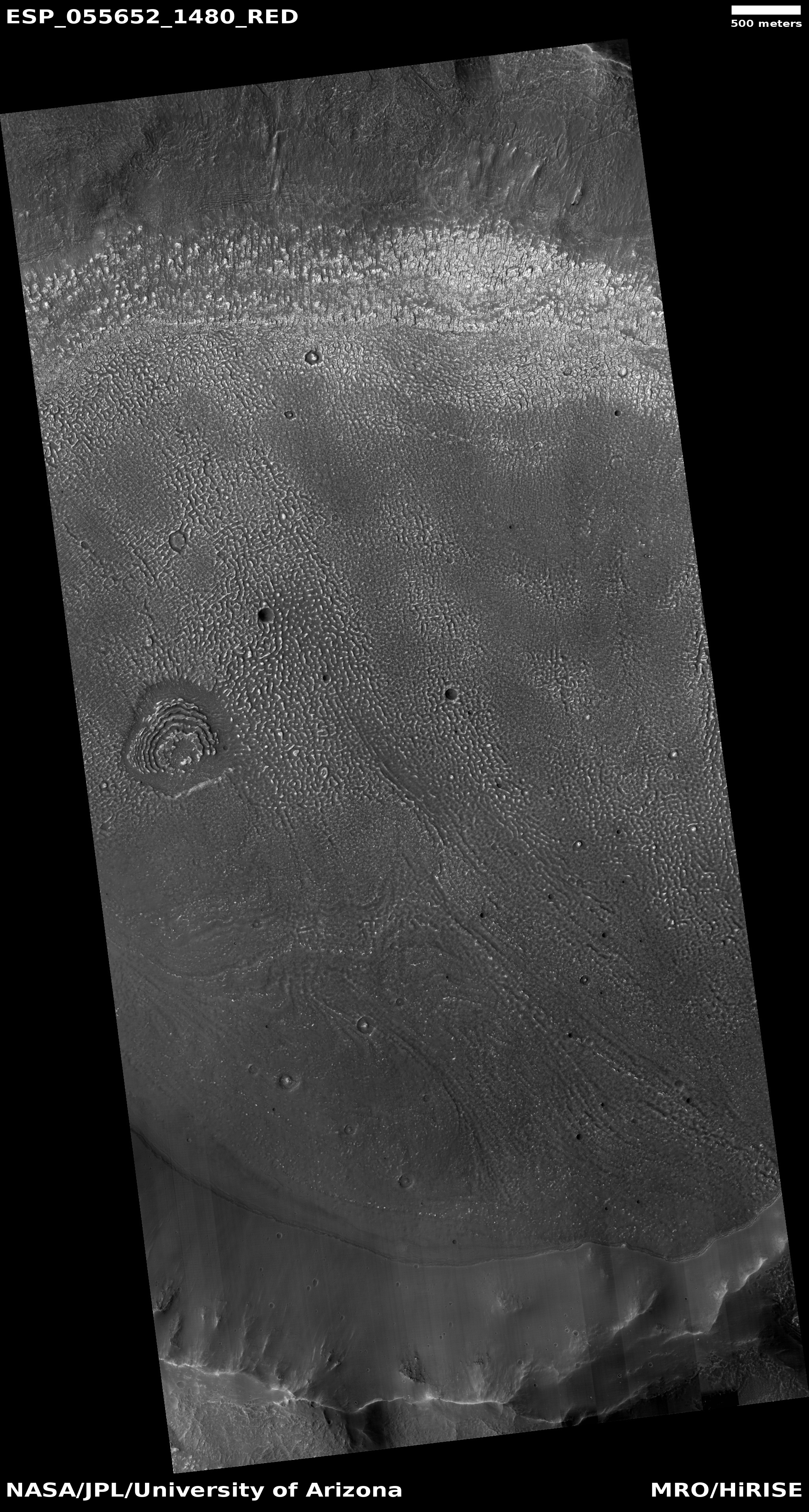
Vista ancha de piso de cráter, cuando visto por HiRISE bajo HiWish programa  Algunas depresiones en el piso tienen un mound en el centro.
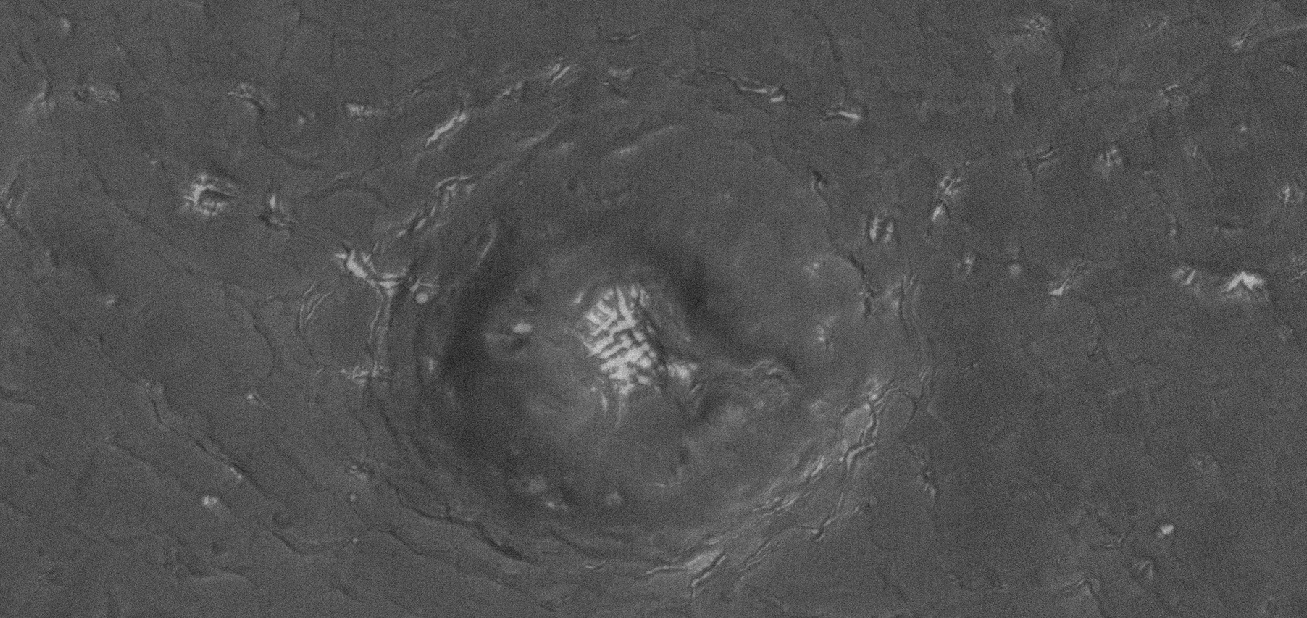
Vista cercana de un mound en una depresión, cuando visto por HiRISE bajo HiWish programa
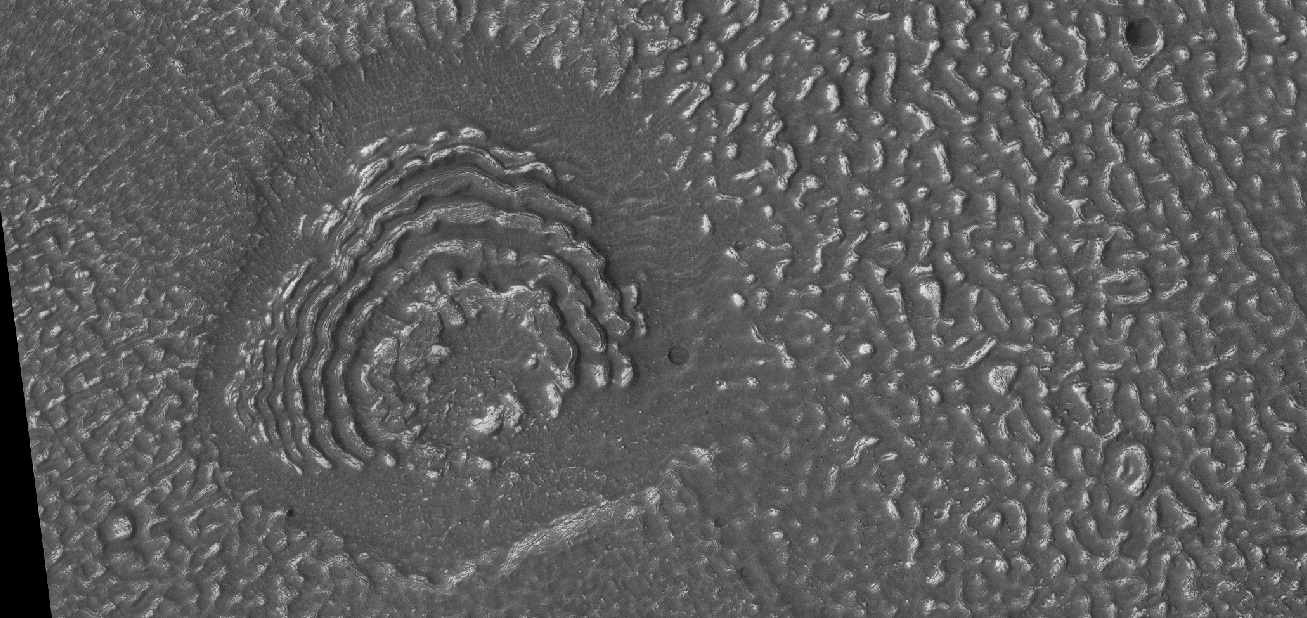
Concéntrico ridges encima piso de cráter, cuando visto por HiRISE bajo HiWish programa

## Canales
Existe una enorme cantidad de evidencias de que el agua alguna vez fluyó en los valles de los ríos de Marte.  Se han visto imágenes de canales curvos en imágenes de naves espaciales de Marte que datan de principios de los años setenta con el orbitador Mariner 9.  De hecho, un estudio publicado en junio de 2017 calculó que el volumen de agua necesario para tallar todos los canales de Marte era incluso mayor que el océano propuesto que el planeta podría haber tenido. Probablemente, el agua se recicló muchas veces del océano a la lluvia alrededor de Marte.

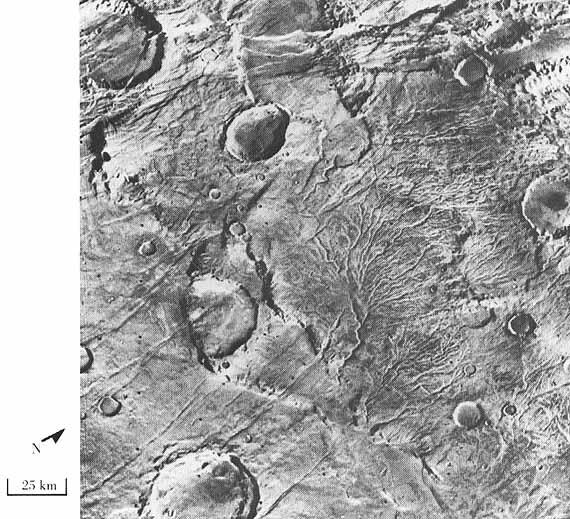
Branched Canales en Thaumasia cuadrángulo, cuando visto por Viking Orbitador.  Redes de los canales así son evidencia fuerte para llover encima Marte antiguamente.
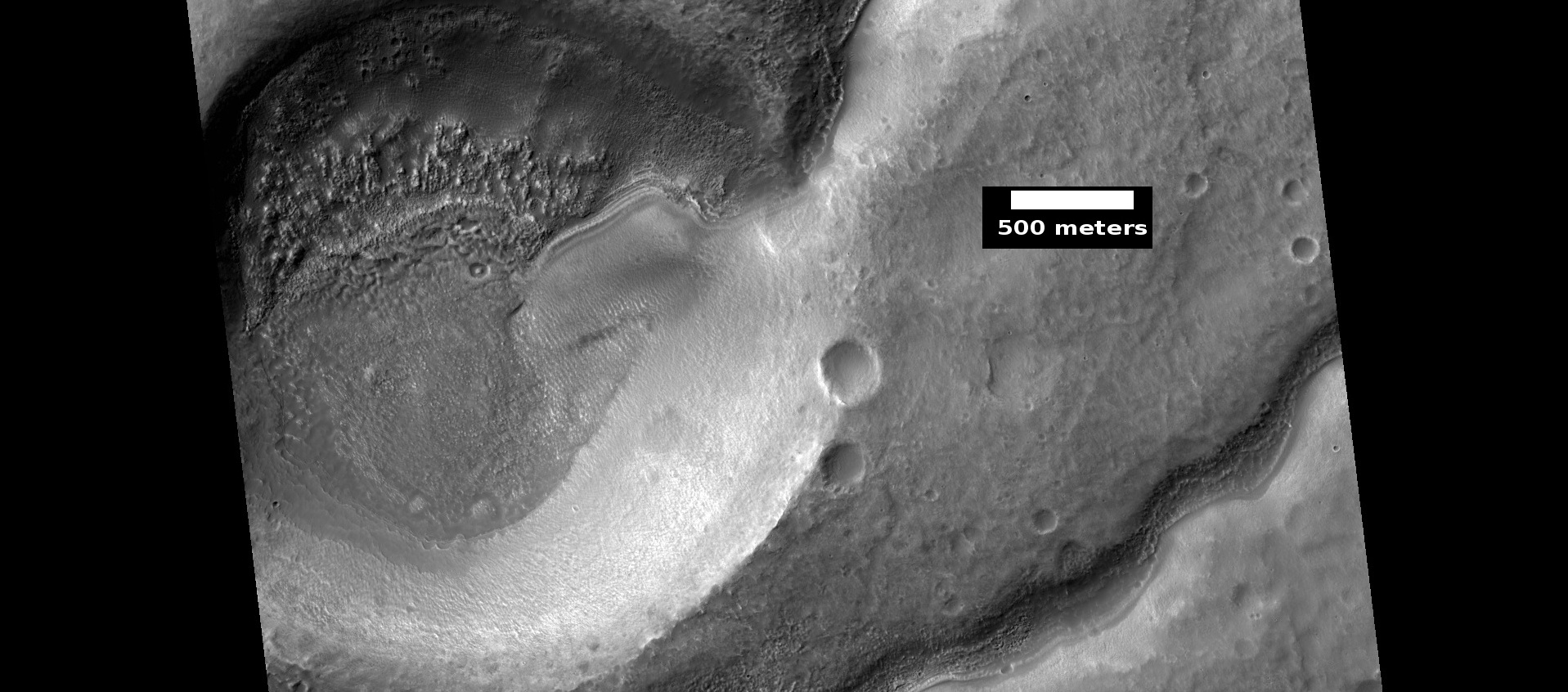
Cráter y uno de muchos canales cercanos, cuando vistos por HiRISE bajo HiWish Cuadro  de programa es de Icaria Planum.
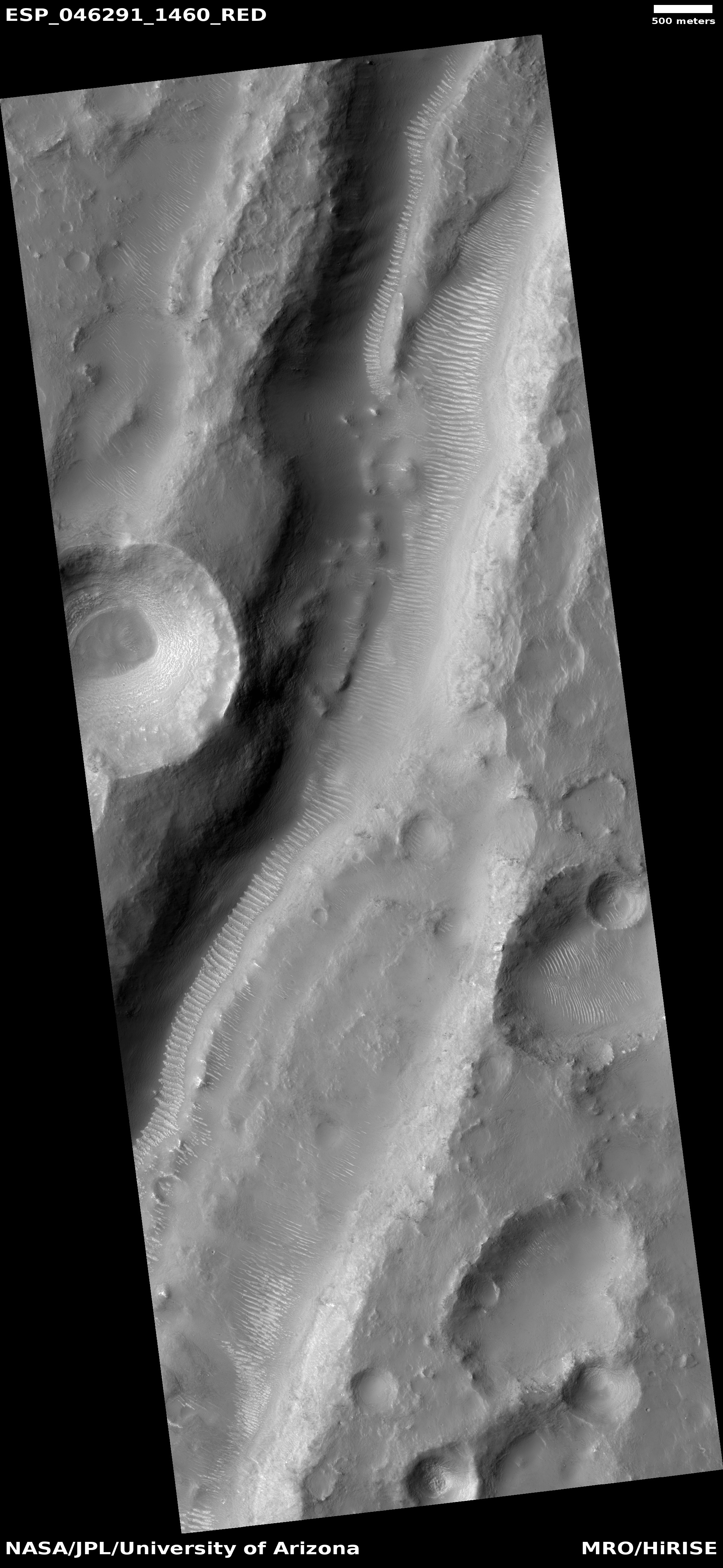
Canal, cuando visto por HiRISE bajo HiWish programa
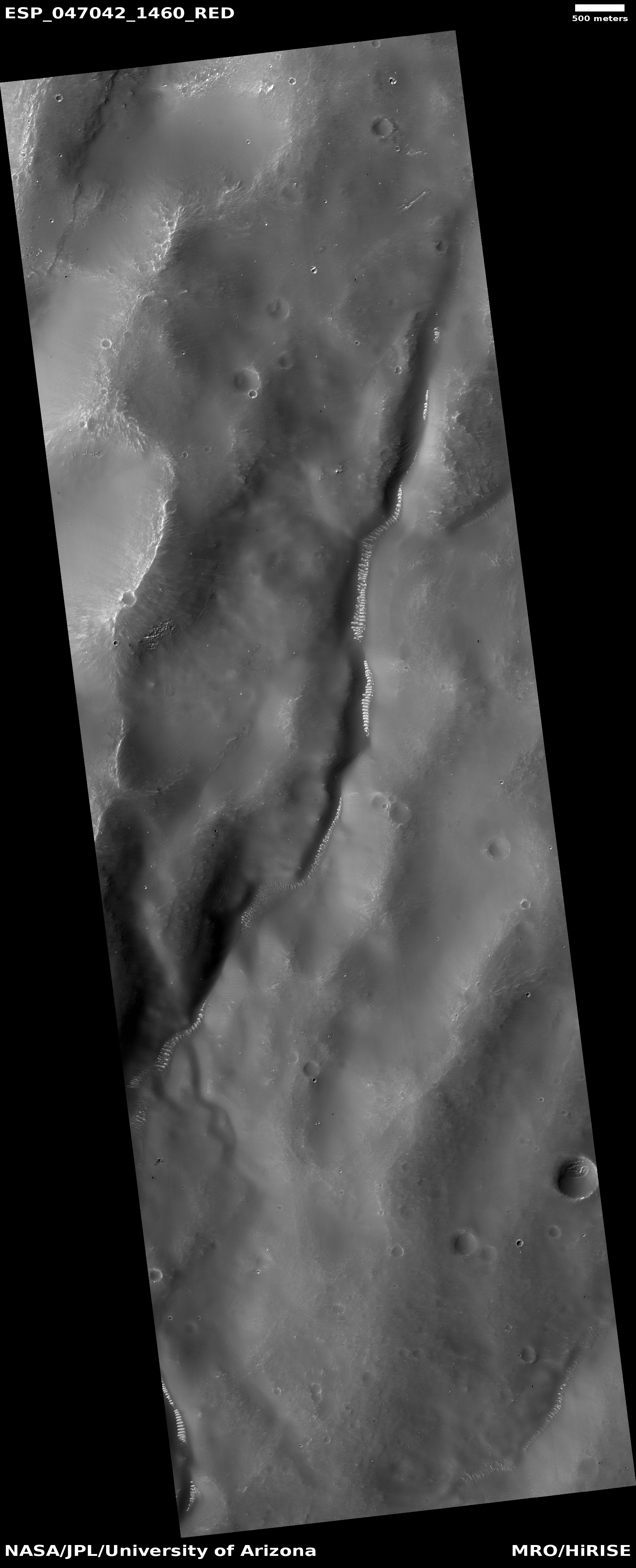
Canal, cuando visto por HiRISE bajo HiWish programa
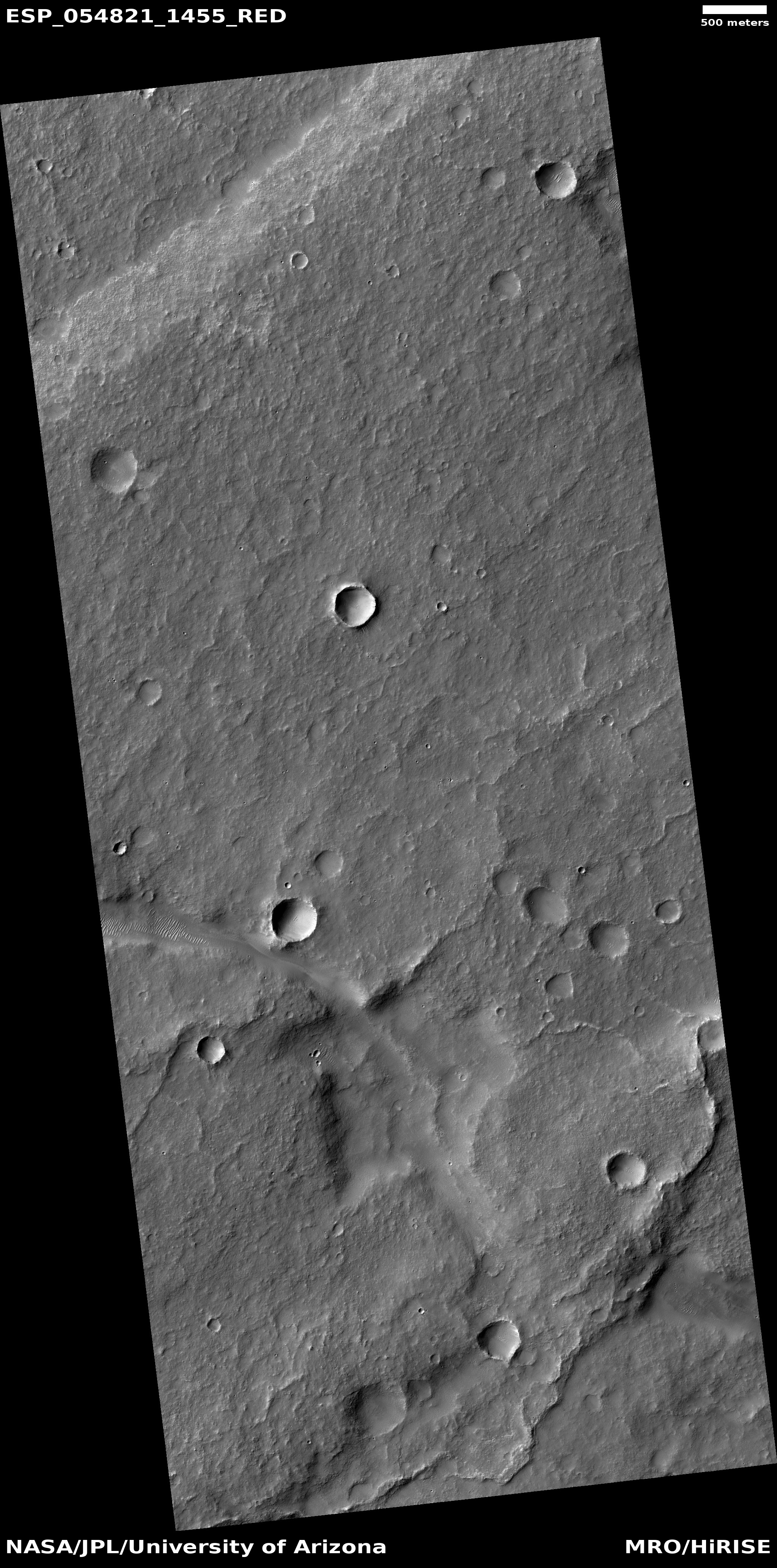
Canal, cuando visto por HiRISE bajo HiWish programa
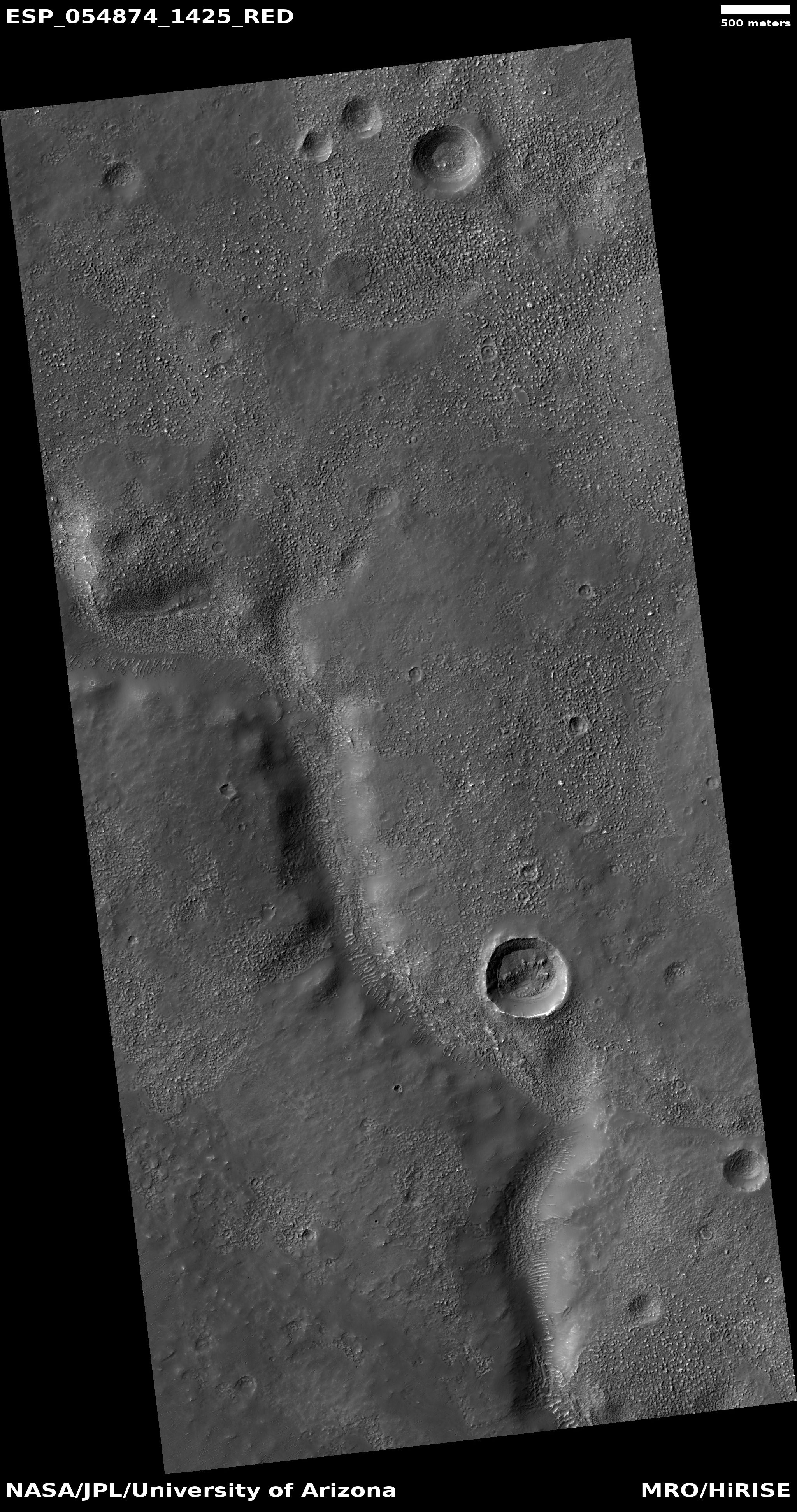
Canal, cuando visto por HiRISE bajo HiWish Ubicación  de programa es 36.968 S y 78.121 W.
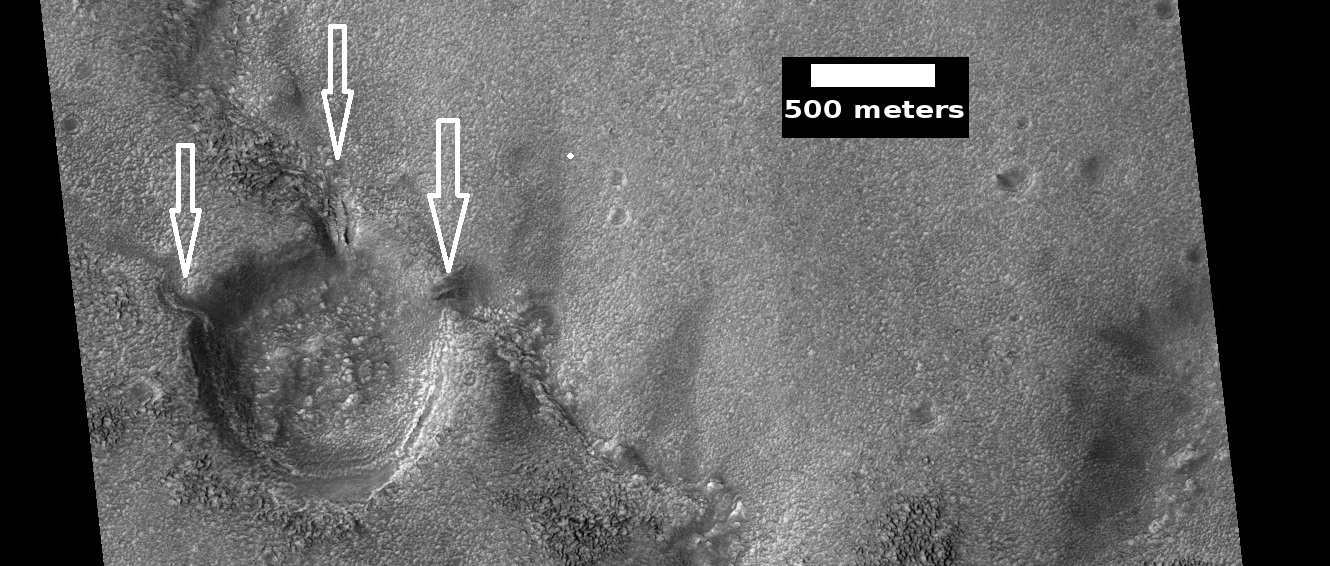
Cráter con canales, cuando vistos por HiRISE bajo HiWish canales  de espectáculo de Flechas de programa que agua llevada a y fuera de cráter.

## Otras vistas de Thaumasia

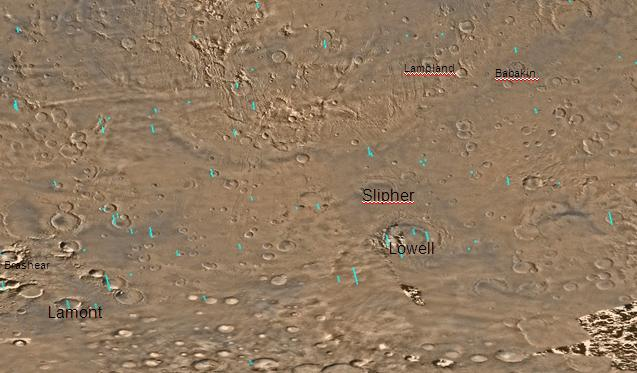
Mapa de Thaumasia cuadrángulo con cráteres importantes labeled. Lowell El cráter está nombrado después de que Percival Lowell.
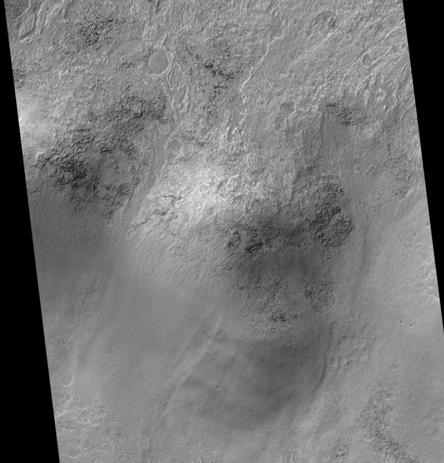
Lowell Brocal de Nordeste del cráter, cuando visto por HiRISE.  Piso de cráter es hacia el fondo de cuadro.
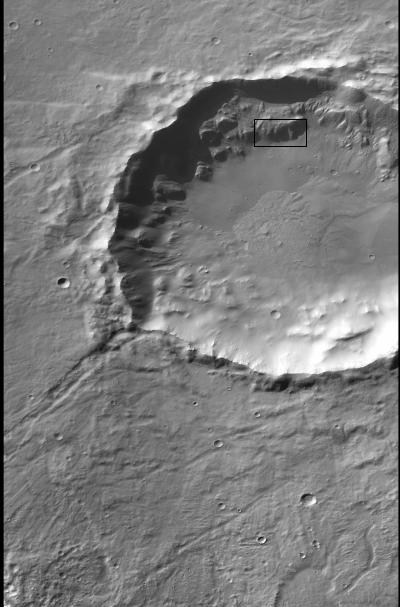
CTX Imagen de Icaria Planum que ubicación de espectáculos de imagen próxima.
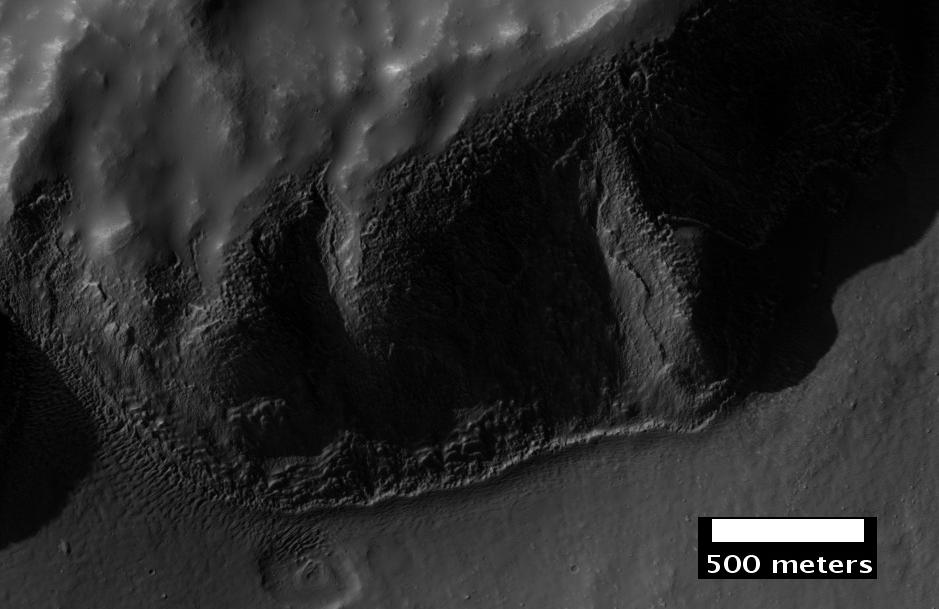
Capas en depósito de manto, cuando visto por HiRISE, bajo el HiWish programa.  El manto era probablemente formado de la nieve y el polvo que caen durante un clima diferente.
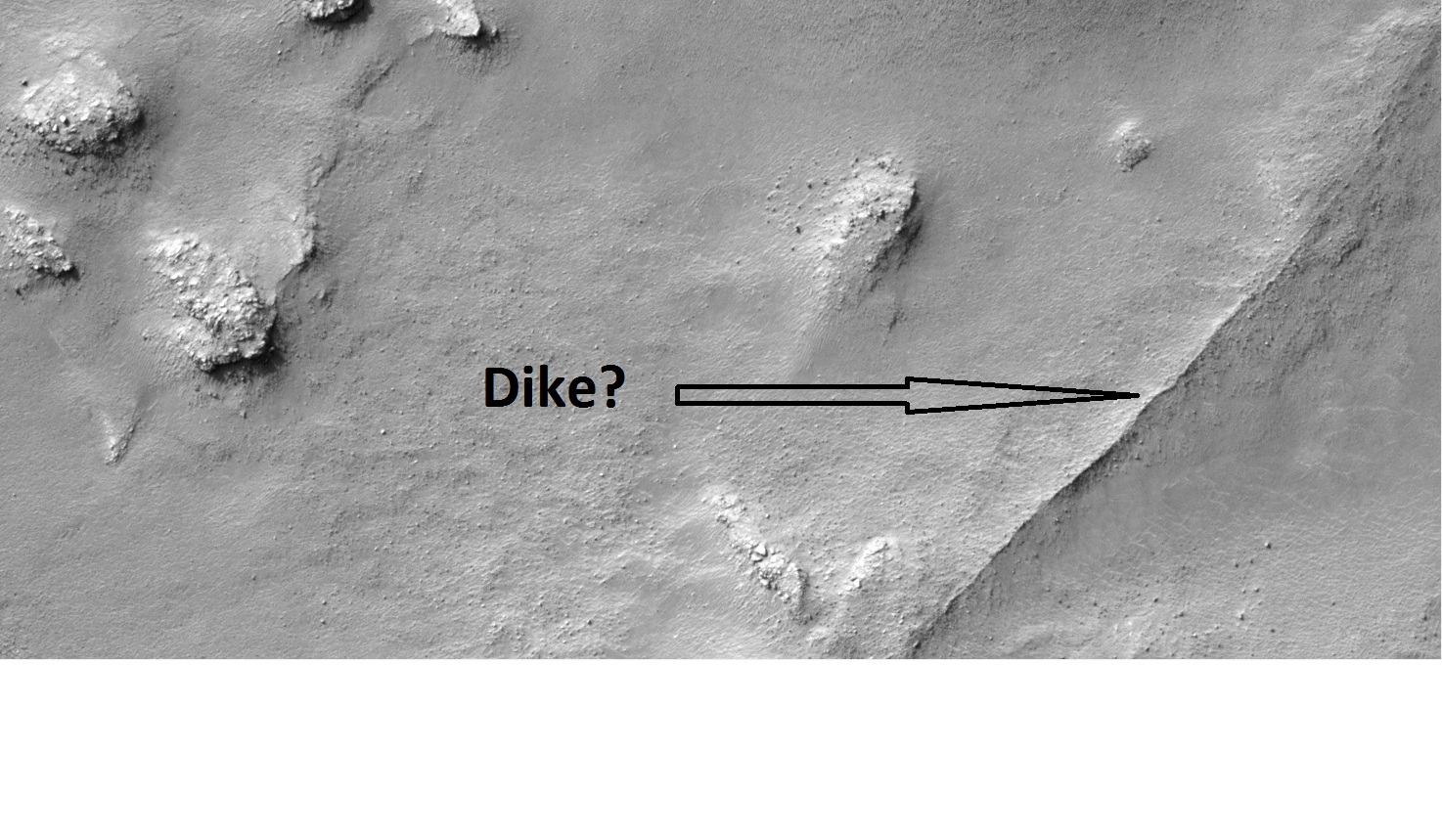
Posible dike en Thaumasia, cuando visto por HiRISE bajo HiWish programa.  Dikes Puede haber depositado minerales valiosos.
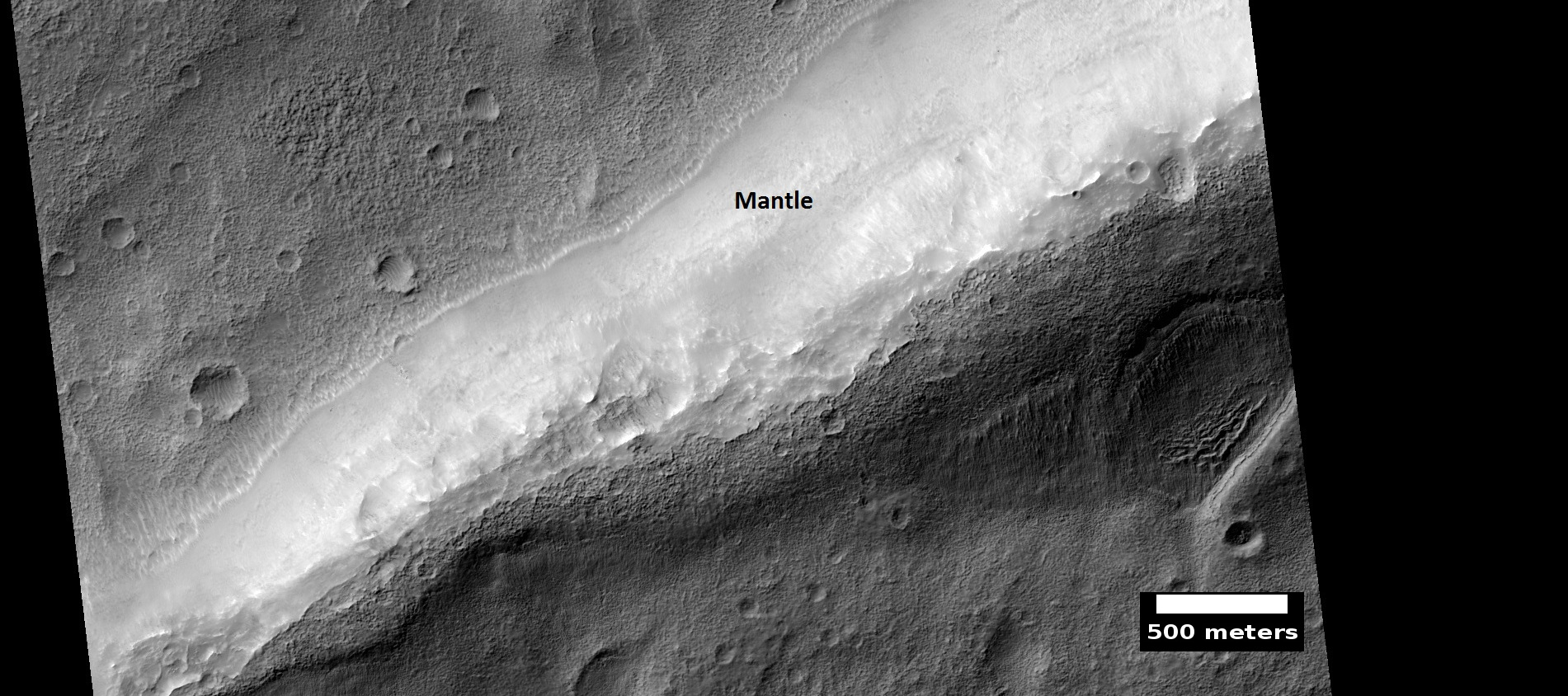
Señales de materiales moviendo abajo el lado de un ridge, cuando visto por HiRISE, bajo el HiWish programa.
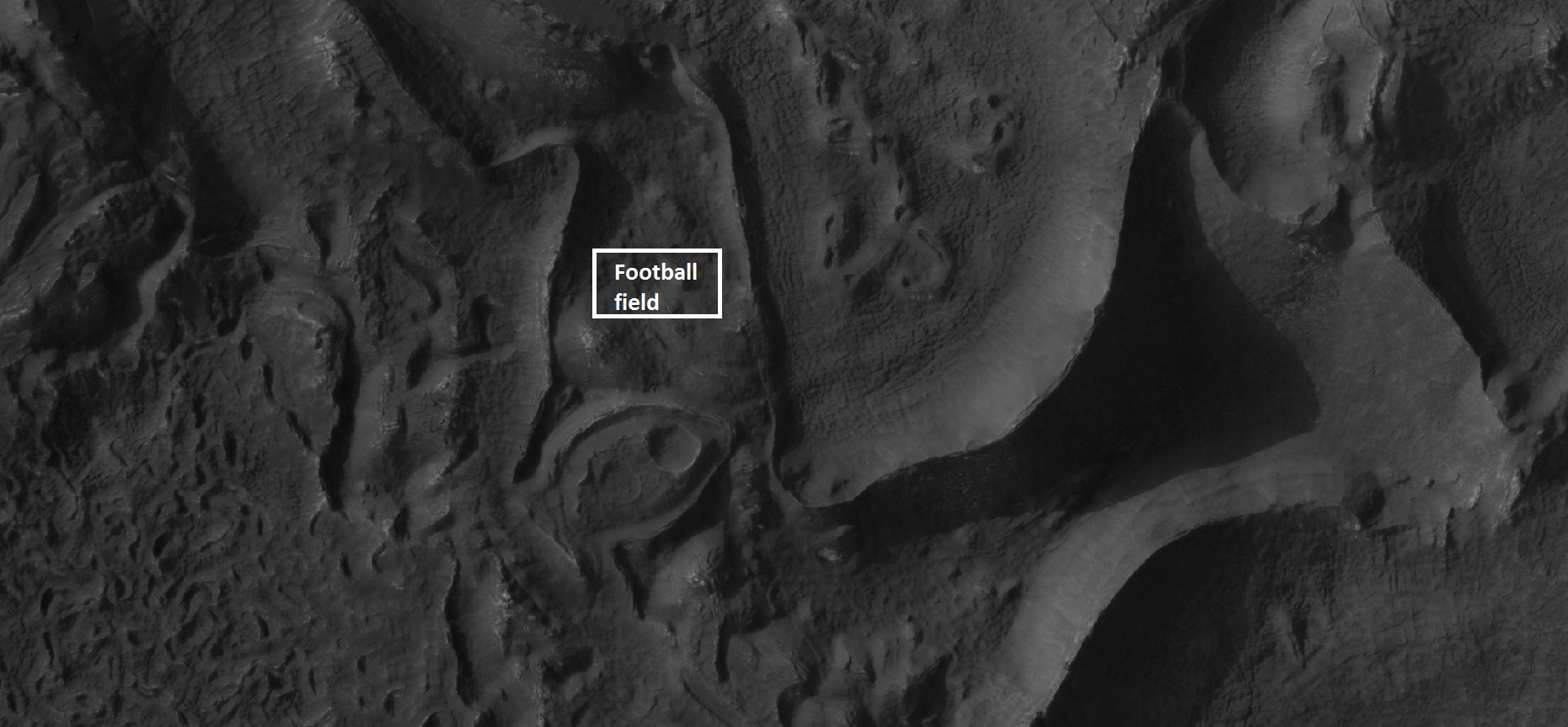
Características de superficie extraña, cuando vistos por HiWish bajo el HiWish programa.
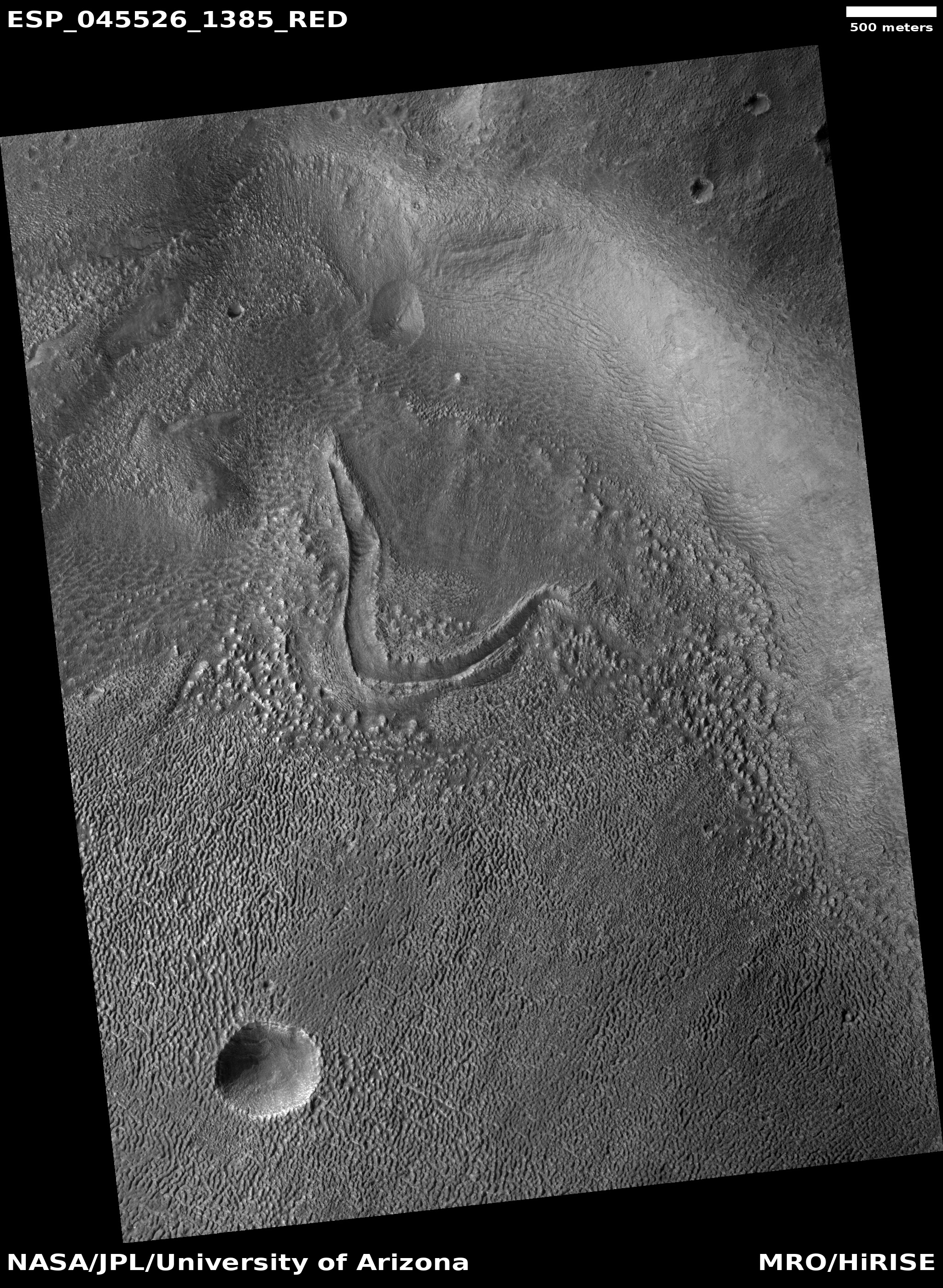
Torcido ridge que probablemente estuvo formado por glaciar, cuando visto por HiRISE bajo HiWish programa
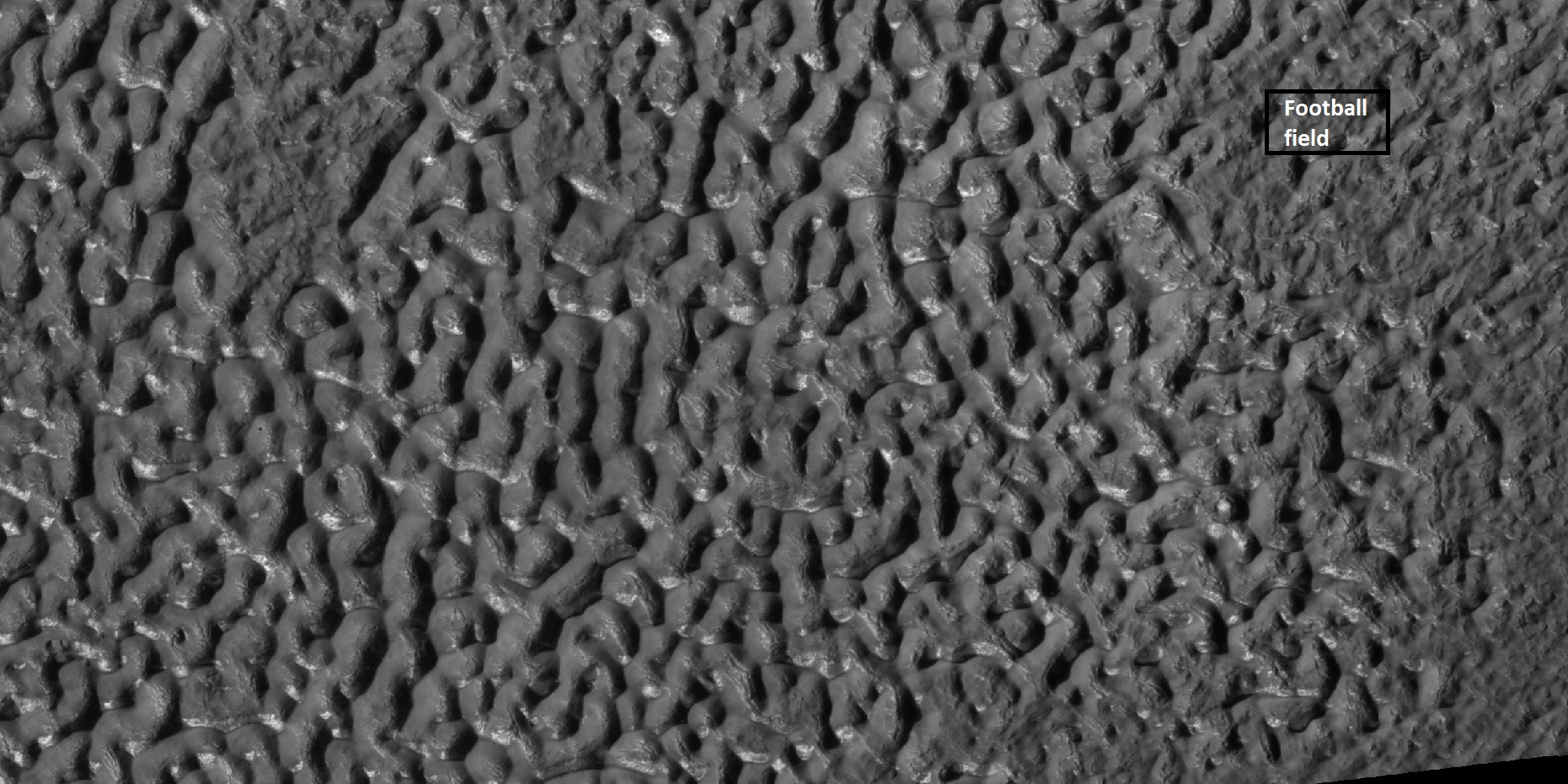
Terreno de cerebro, cuando visto por HiRISE bajo HiWish Caja  de programa muestra la medida de campo de fútbol.
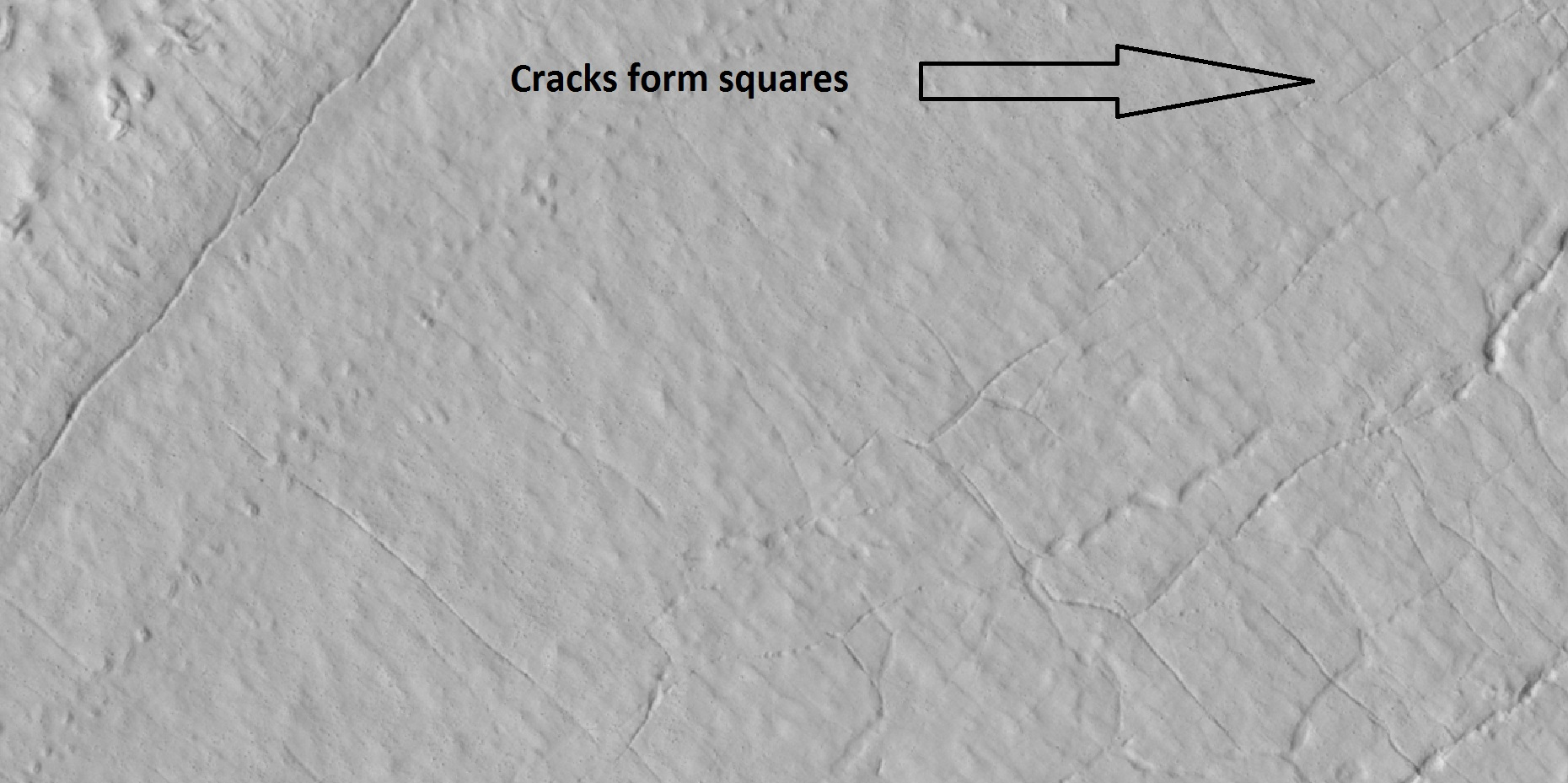
Grietas y enfrenta que forma formas cuadradas, cuando vistos por HiRISE bajo HiWish puntos  de Flecha del programa a plazas formaron por grietas.
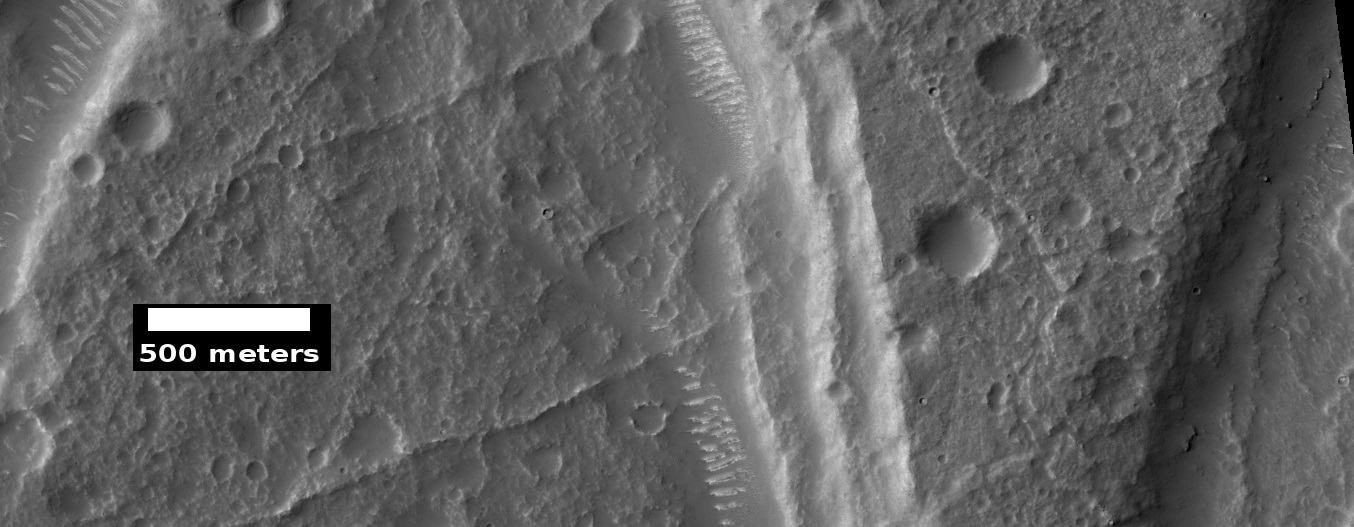
Ridges, cuando visto por HiRISE bajo HiWish programa
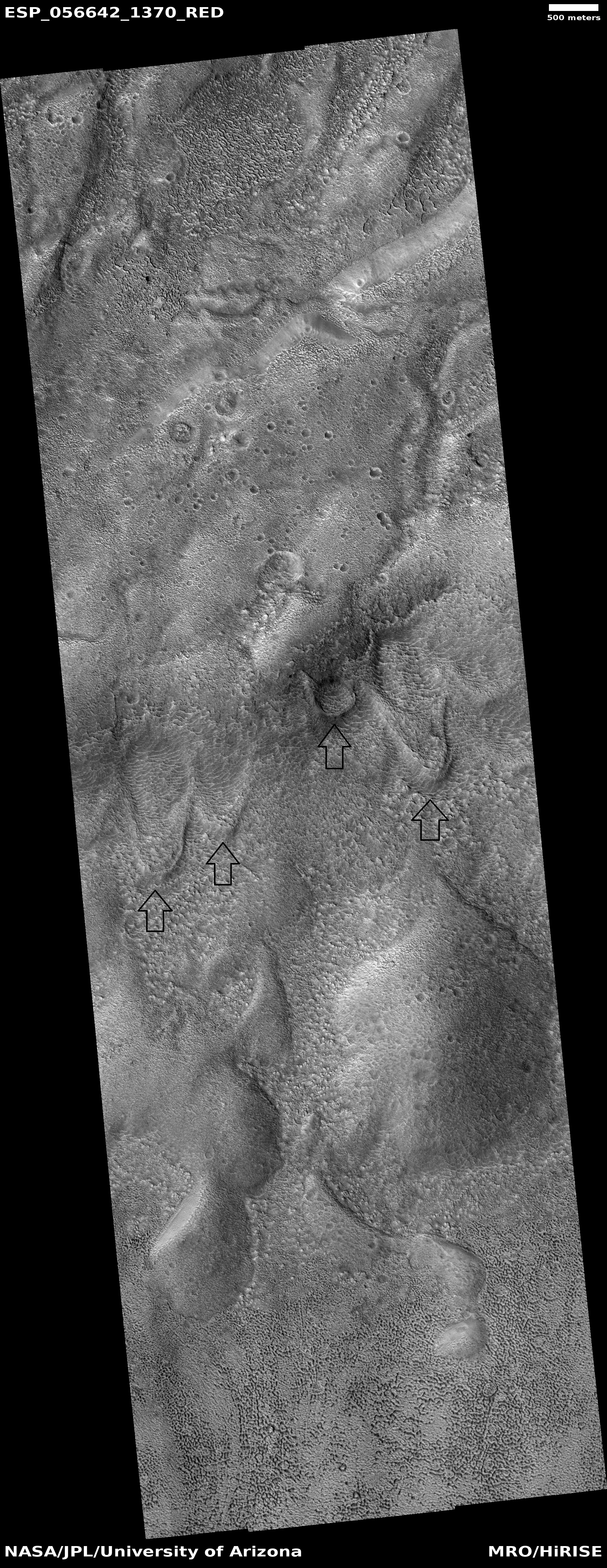
Flujos, cuando vistos por HiRISE bajo HiWish programa
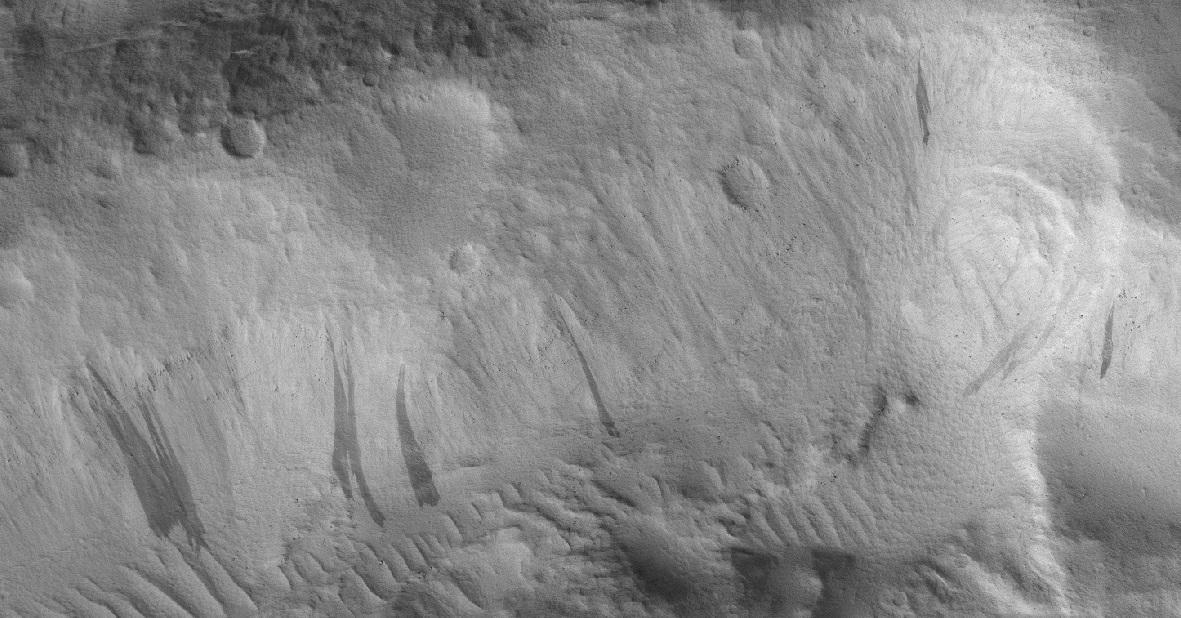
Pendiente oscura streaks, cuando visto por HiRISE bajo HiWish programa